# Willem II in het seizoen 2014/15
Het seizoen 2014-2015 van Willem II is het 60ste seizoen van de Nederlandse betaaldvoetbalclub uit Tilburg sinds de invoering van het betaald voetbal in 1954. De club speelt door het kampioenschap in de Eerste divisie in het voorgaande seizoen in de Eredivisie. De  club eindigde als 9de in de eredivisie waarmee het directe of indirecte degradatie heeft voorkomen. De club werd niet 8stes waarmee het voor de play-offs van het Europees voetbal mocht spelen.

## Transfers

### Vertrokken
|                    | Naam                    | Wed.                    | Doelp.                  | Naar?                                    |                         |
|                    | Transfervrij vertrokken | Transfervrij vertrokken | Transfervrij vertrokken | Transfervrij vertrokken                  | Transfervrij vertrokken |
| ------------------ | ----------------------- | ----------------------- | ----------------------- | ---------------------------------------- | ----------------------- |
| Vlag van Nederland | Denny Landzaat          | 9                       | 0                       | Gestopt                                  |                         |
| Vlag van Syrië     | Gaby Jallo              | 42                      | 0                       | FC Emmen                                 |                         |
| Vlag van Nederland | Ruud Swinkels           | 35                      | 0                       | FC Eindhoven                             |                         |
| Vlag van Nederland | Kees van Buuren         | 32                      | 0                       | Sparta Rotterdam                         |                         |
| Vlag van Nederland | Mitch van der Ven       | 1                       | 0                       | FC Eindhoven                             |                         |
| Vlag van Nederland | Niek Vossebelt          | 86                      | 6                       | FC Emmen                                 |                         |
|                    | Einde huurperiode       |                         |                         |                                          |                         |
| Vlag van Nederland | Mats van Huijgevoort    | 1                       | 0                       | FC Den Bosch (Was gehuurd van Feyenoord) |                         |
| Vlag van Nederland | Ruud Boymans            | 36                      | 27                      | FC Utrecht (Was gehuurd van AZ)          |                         |
| Vlag van Nederland | Fabian Sporkslede       | 1                       | 0                       | Ajax (Per januari 2015)                  |                         |
|                    | Verhuurd                |                         |                         |                                          |                         |
| Vlag van Armenië   | Norair Aslanyan         | 22                      | 2                       | Almere City                              |                         |
| Vlag van Nederland | Justin Mathieu          | 9                       | 1                       | FC Oss                                   |                         |
| Vlag van Nederland | Kevin Brands            | 13                      | 0                       | FC Volendam                              |                         |
| Vlag van België    | Ryan Sanusi             | 15                      | 1                       | FC Oss                                   |                         |
| Vlag van Brazilië  | Renan Zanelli           | 9                       | 0                       | FC Oss                                   |                         |
| Vlag van Nederland | Simon van Zeelst        | 8                       | 0                       | RKC Waalwijk                             |                         |
| Vlag van België    | Maxim Deckers           | 0                       | 0                       | RKC Waalwijk                             |                         |
|                    | Verkocht                |                         |                         |                                          |                         |

### Aangetrokken
|                      | Naam                     | Vorige club                |         |         |         |
|                      | Gekocht                  | Gekocht                    | Gekocht | Gekocht | Gekocht |
|                      | Gehuurd                  | Gehuurd                    | Gehuurd | Gehuurd | Gehuurd |
| -------------------- | ------------------------ | -------------------------- | ------- | ------- | ------- |
| Vlag van België      | Jonas Heymans            | AZ                         |         |         |         |
| Vlag van Griekenland | Kostas Lamprou           | Feyenoord                  |         |         |         |
| Vlag van Nederland   | Fabian Sporkslede        | Ajax                       |         |         |         |
| Vlag van Zweden      | Samuel Armenteros        | RSC Anderlecht             |         |         |         |
| Vlag van Kaapverdië  | Jerson Cabral            | FC Twente                  |         |         |         |
|                      | Transfervrij overgenomen |                            |         |         |         |
| Vlag van Nederland   | Robert Braber            | RKC Waalwijk               |         |         |         |
| Vlag van Israël      | Ben Sahar                | Hertha BSC                 |         |         |         |
| Vlag van Nederland   | Frank van der Struijk    | Vitesse                    |         |         |         |
| Vlag van Nederland   | Mitchell Dijks           | Ajax                       |         |         |         |
| Vlag van Nederland   | Wiljan Pluim             | Roda JC (Per januari 2016) |         |         |         |
|                      | Keert terug van verhuur  |                            |         |         |         |
| Vlag van België      | Maxim Deckers            | FC Oss                     |         |         |         |
| Vlag van Nederland   | Kevin Brands             | Telstar                    |         |         |         |
| Vlag van België      | Ryan Sanusi              | FC Oss                     |         |         |         |
| Vlag van Brazilië    | Renan Zanelli            | FC Oss (Per januari 2015)  |         |         |         |
|                      | Eigen jeugd              |                            |         |         |         |

## Eerste elftal

### Selectie
Bijgewerkt tot en met de wedstrijd tegen SC Cambuur op 17 mei 2015
| Nr. |                      | Naam                  | Competitie, dit seizoen | Competitie, dit seizoen | Totaal Competitie Willem II | Totaal Competitie Willem II | Seizoen         | Vorige club         | Competitiedebuut  | Opmerkingen                                                 |         |         |         |         |         |         |
| Nr. | W                    | Naam                  | voetbal                 | W                       | voetbal                     |                             | Seizoen         | Vorige club         | Competitiedebuut  | Opmerkingen                                                 |         |         |         |         |         |         |
|     |                      | Keepers               | Keepers                 | Keepers                 | Keepers                     | Keepers                     | Keepers         | Keepers             | Keepers           | Keepers                                                     | Keepers | Keepers | Keepers | Keepers | Keepers | Keepers |
| --- | -------------------- | --------------------- | ----------------------- | ----------------------- | --------------------------- | --------------------------- | --------------- | ------------------- | ----------------- | ----------------------------------------------------------- | ------- | ------- | ------- | ------- | ------- | ------- |
| 1   | Vlag van Griekenland | Kostas Lamprou        | 33                      | 0                       | 33                          | 0                           | 1e              | Feyenoord           | 10 augustus 2014  | Gehuurd van Feyenoord                                       |         |         |         |         |         |         |
| 21  | Vlag van België      | David Meul            | 2                       | 0                       | 72                          | 0                           | 4e              | SC Cambuur          | 5 augustus 2011   |                                                             |         |         |         |         |         |         |
| 31  | Vlag van Nederland   | Mattijs Branderhorst  | 0                       | 0                       | 0                           | 0                           | 3e              | Jeugdopl. Willem II | n.n.g.            |                                                             |         |         |         |         |         |         |
|     |                      | Verdedigers           |                         |                         |                             |                             |                 |                     |                   |                                                             |         |         |         |         |         |         |
| 3   | Vlag van Nederland   | Freek Heerkens        | 14                      | 0                       | 43                          | 0                           | 2e              | Go Ahead Eagles     | 4 augustus 2013   |                                                             |         |         |         |         |         |         |
| 4   | Vlag van Nederland   | Jordens Peters        | 34                      | 0                       | 97                          | 5                           | 3e              | FC Den Bosch        | 19 augustus 2012  |                                                             |         |         |         |         |         |         |
| 5   | Vlag van Nederland   | Frank van der Struijk | 29                      | 1                       | 146                         | 6                           | 7e              | Vitesse             | 22 november 2003  |                                                             |         |         |         |         |         |         |
| 15  | Vlag van België      | Dries Wuytens         | 1                       | 66                      | 4                           | 2e                          | K. Beerschot AC | 4 augustus 2013     |                   |                                                             |         |         |         |         |         |         |
| 19  | Vlag van België      | Jonas Heymans         | 7                       | 0                       | 19                          | 5                           | 2e              | AZ                  | 8 februari 2014   | Gehuurd van AZ                                              |         |         |         |         |         |         |
| 28  | Vlag van Nederland   | Tim Cornelisse        | 5                       | 0                       | 42                          | 0                           | 3e              | FC Twente           | 3 februari 2013   |                                                             |         |         |         |         |         |         |
| 35  | Vlag van Nederland   | Mitchell Dijks        | 28                      | 0                       | 28                          | 0                           | 1e              | AFC Ajax            | 13 september 2014 |                                                             |         |         |         |         |         |         |
|     |                      | Middenvelders         |                         |                         |                             |                             |                 |                     |                   |                                                             |         |         |         |         |         |         |
| 6   | Vlag van Nederland   | Fabian Sporkslede     | 1                       | 0                       | 1                           | 0                           | 1e              | AFC Ajax            | 13 september 2014 | Gehuurd van AFC Ajax                                        |         |         |         |         |         |         |
| 8   | Vlag van België      | Robbie Haemhouts      | 31                      | 5                       | 118                         | 115                         | 4e              | Helmond Sport       | 5 augustus 2011   |                                                             |         |         |         |         |         |         |
| 10  | Vlag van Nederland   | Ali Messaoud          | 27                      | 5                       | 65                          | 15                          | 2e              | AZ                  | 4 augustus 2013   |                                                             |         |         |         |         |         |         |
| 12  | Vlag van Nederland   | Ricardo Ippel         | 8                       | 0                       | 80                          | 2                           | 5e              | Jeugdopl. Willem II | 11 september 2010 |                                                             |         |         |         |         |         |         |
| 17  | Vlag van Nederland   | Robert Braber         | 28                      | 3                       | 28                          | 3                           | 1e              | RKC Waalwijk        | 13 september 2014 |                                                             |         |         |         |         |         |         |
| 20  | Vlag van Brazilië    | Renan Zanelli         | 1                       | 0                       | 9                           | 0                           | 2e              | Audax Rio           | 17 augustus 2013  | Van 1 september 2014 tot 1 januari 2015 verhuurd aan FC Oss |         |         |         |         |         |         |
| 29  | Vlag van België      | Stijn Wuytens         | 34                      | 2                       | 44                          | 3                           | 2e              | K. Beerschot AC     | 13 december 2013  |                                                             |         |         |         |         |         |         |
| 30  | Vlag van België      | Jordy Vleugels        | 0                       | 0                       | 1                           | 0                           | 2e              | Jeugdopl. Willem II | 25 april 2014     |                                                             |         |         |         |         |         |         |
|     |                      | Aanvallers            |                         |                         |                             |                             |                 |                     |                   |                                                             |         |         |         |         |         |         |
| 7   | Vlag van Nederland   | Terell Ondaan         | 33                      | 2                       | 67                          | 8                           | 2e              | SC Telstar          | 23 augustus 2013  |                                                             |         |         |         |         |         |         |
| 9   | Vlag van Zweden      | Samuel Armenteros     | 29                      | 11                      | 29                          | 11                          | 1e              | Feyenoord           | 13 september 2014 | Gehuurd van RSC Anderlecht                                  |         |         |         |         |         |         |
| 11  | Vlag van Brazilië    | Bruno Andrade         | 27                      | 4                       | 56                          | 18                          | 2e              | Audax Rio           | 10 augustus 2013  |                                                             |         |         |         |         |         |         |
| 14  | Vlag van Israël      | Ben Sahar             | 33                      | 7                       | 33                          | 7                           | 1e              | Hertha BSC          | 10 augustus 2014  |                                                             |         |         |         |         |         |         |
| 20  | Vlag van Nederland   | Jerson Cabral         | 17                      | 2                       | 17                          | 2                           | 1e              | FC Twente           | 19 september 2014 | Gehuurd van FC Twente                                       |         |         |         |         |         |         |
| 36  | Vlag van Nederland   | Charlton Vicento      | 11                      | 1                       | 23                          | 1                           | 2e              | PAS Giannina        | 2 februari 2014   |                                                             |         |         |         |         |         |         |

cursief = tijdens het seizoen (tijdelijk) vertrokken

### Staf
|                    | Naam                   | Functie                               |                                 |
| ------------------ | ---------------------- | ------------------------------------- | ------------------------------- |
| Vlag van Nederland | Jurgen Streppel        | Hoofdtrainer / technisch manager      |                                 |
| Vlag van Nederland | Adri Bogers            | assistent-trainer                     |                                 |
| Vlag van Nederland | Dirk Heesen            | assistent-trainer / trainer beloften  |                                 |
| Vlag van Nederland | Dirk Jan Derksen       | spitstrainer                          | 2 dagen per week bij trainingen |
| Vlag van Nederland | Raymond Vissers        | 2e assistent-trainer / keeperstrainer |                                 |
| Vlag van Nederland | Arno Arts              | Specialistentrainer                   |                                 |
| Vlag van Nederland | François Gesthuizen    | Stagiair cursus Coach Betaald Voetbal |                                 |
| Vlag van Nederland | Jan Vioen              | Clubarts                              |                                 |
| Vlag van Nederland | Henri van Amelsfort    | Verzorger                             |                                 |
| Vlag van Nederland | Gijs van der Bom       | Fysiotherapeut                        |                                 |
| Vlag van Nederland | Raymond de Jong        | Fysiotherapeut                        |                                 |
| Vlag van Nederland | Mitchell van Amelsfort | Materiaalman                          |                                 |
| Vlag van Nederland | Rene Vermetten         | Materiaalman/Persvoorlichter          |                                 |

## Statistieken Willem II in het seizoen 2014/15
Alle statistieken zijn bijgewerkt tot het einde van het seizoen

### Clubtopscorers 2014/15
| #   | Naam                  | Doelpunten | Doelpunten | Doelpunten | Assists    | Assists    | Assists |
| #   | Naam                  | Eredivisie | KNVB Beker | Totaal     | Eredivisie | KNVB Beker | Totaal  |
| --- | --------------------- | ---------- | ---------- | ---------- | ---------- | ---------- | ------- |
| 1.  | Samuel Armenteros     | 11         | 0          | 11         | –          | –          | –       |
| 2.  | Ben Sahar             | 7          | 1          | 8          | –          | –          | –       |
| 3.  | Robbie Haemhouts      | 5          | 0          | 5          | –          | –          | –       |
| 4.  | Ali Messaoud          | 5          | 0          | 5          | –          | –          | –       |
| 5.  | Bruno Andrade         | 4          | 0          | 4          | –          | –          | –       |
| 6.  | Robert Braber         | 3          | 0          | 3          | –          | –          | –       |
| 7.  | Jerson Cabral         | 2          | 0          | 2          | –          | –          | –       |
| 8.  | Terell Ondaan         | 2          | 0          | 2          | –          | –          | –       |
| 9.  | Stijn Wuytens         | 2          | 0          | 2          | –          | –          | –       |
| 10. | Freek Heerkens        | 1          | 0          | 1          | –          | –          | –       |
| 11. | Frank van der Struijk | 1          | 0          | 1          | –          | –          | –       |
| 12. | Charlton Vicento      | 1          | 0          | 1          | –          | –          | –       |
| 13. | Dries Wuytens         | 1          | 0          | 1          | –          | –          | –       |

### Doelmannen 2014/15
| #  | Naam                 | Eredivisie             | Eredivisie       | Eredivisie      | Eredivisie                 | KNVB Beker             | KNVB Beker       | KNVB Beker      | KNVB Beker                 |
| #  | Naam                 | Wedstrijden (precies*) | Doelpunten tegen | De nul gehouden | Strafschoppen niet in doel | Wedstrijden (precies*) | Doelpunten tegen | De nul gehouden | Strafschoppen niet in doel |
| -- | -------------------- | ---------------------- | ---------------- | --------------- | -------------------------- | ---------------------- | ---------------- | --------------- | -------------------------- |
| 1. | Kostas Lamprou       | 34 (2993)              | 47               | 7×              | –                          | 1 (90)                 | 2                | 0               | –                          |
| 2. | David Meul           | 2 (105)                | 5                | 0×              | –                          | –                      | –                | –               | –                          |
| 3. | Mattijs Branderhorst | 0 (0)                  | 0                | 0×              | 0                          | 0/0                    | 0 (0)            | 0×              | 0/0                        |

(*) = Het aantal gespeelde minuten / 90 minuten

### Tussenstand Willem II in Nederlandse Eredivisie 2014/15
| Stand | Gespeeld | Gewonnen | Gelijk | Verloren | Punten | Doelpunten voor | Doelpunten tegen | Gele kaarten | 2× Geel > Rood | Rode kaarten |
| ----- | -------- | -------- | ------ | -------- | ------ | --------------- | ---------------- | ------------ | -------------- | ------------ |
| 9e    | 34       | 13       | 7      | 14       | 46     | 46              | 45               | –            | –              | –            |

### Stand, punten en doelpunten per speelronde 2014/15
| Speelronde                | 1               | 2               | 3               | 4               | 5               | 6               | 7               | 8               | 9               | 10              | 11              | 12              | 13              | 14              | 15              | 16              | 17              | 18              | 19              | 20              | 21              | 22              | 23              | 24              | 25              | 26              | 27              | 28              | 29              | 30              | 31              | 32              | 33              | 34              | Totaal |
| ------------------------- | --------------- | --------------- | --------------- | --------------- | --------------- | --------------- | --------------- | --------------- | --------------- | --------------- | --------------- | --------------- | --------------- | --------------- | --------------- | --------------- | --------------- | --------------- | --------------- | --------------- | --------------- | --------------- | --------------- | --------------- | --------------- | --------------- | --------------- | --------------- | --------------- | --------------- | --------------- | --------------- | --------------- | --------------- | ------ |
| Trainer                   | Jurgen Streppel | Jurgen Streppel | Jurgen Streppel | Jurgen Streppel | Jurgen Streppel | Jurgen Streppel | Jurgen Streppel | Jurgen Streppel | Jurgen Streppel | Jurgen Streppel | Jurgen Streppel | Jurgen Streppel | Jurgen Streppel | Jurgen Streppel | Jurgen Streppel | Jurgen Streppel | Jurgen Streppel | Jurgen Streppel | Jurgen Streppel | Jurgen Streppel | Jurgen Streppel | Jurgen Streppel | Jurgen Streppel | Jurgen Streppel | Jurgen Streppel | Jurgen Streppel | Jurgen Streppel | Jurgen Streppel | Jurgen Streppel | Jurgen Streppel | Jurgen Streppel | Jurgen Streppel | Jurgen Streppel | Jurgen Streppel | –      |
| Punten per speelronde     | 0               | 0               | 3               | 0               | 3               | 3               | 0               | 3               | 0               | 3               | 1               | 0               | 1               | 3               | 0               | 0               | 0               | 3               | 1               | 0               | 3               | 3               | 0               | 1               | 0               | 1               | 3               | 3               | 0               | 1               | 0               | 1               | 3               | 3               | 46     |
| Punten na speelronde      | 0               | 0               | 3               | 3               | 6               | 9               | 9               | 12              | 12              | 15              | 16              | 16              | 17              | 20              | 20              | 20              | 20              | 23              | 24              | 24              | 27              | 30              | 30              | 31              | 31              | 32              | 35              | 38              | 38              | 39              | 39              | 40              | 43              | 46              | 46     |
| Stand na speelronde       | 14              | 16              | 12              | 15              | 10              | 7               | 10              | 7               | 12              | 8               | 8               | 12              | 9               | 8               | 9               | 10              | 12              | 10              | 10              | 11              | 11              | 9               | 10              | 9               | 10              | 12              | 10              | 8               | 9               | 8               | 10              | 10              | 9               | 9               | 9e     |
| Doelpunten per speelronde | 1               | 1               | 3               | 0               | 2               | 2               | 0               | 2               | 1               | 3               | 1               | 2               | 1               | 4               | 0               | 0               | 2               | 1               | 0               | 1               | 1               | 3               | 0               | 1               | 0               | 2               | 3               | 2               | 0               | 2               | 1               | 1               | 1               | 2               | 47     |
| Doelpunten na speelronde  | 1               | 2               | 5               | 5               | 7               | 9               | 9               | 11              | 12              | 15              | 16              | 18              | 19              | 23              | 23              | 23              | 25              | 26              | 26              | 27              | 28              | 31              | 31              | 32              | 32              | 34              | 37              | 39              | 39              | 41              | 42              | 43              | 44              | 46              | 46     |

### Thuis-uitverhouding 2014/15
| Tegenstander    | PSV   | FC Utrecht | AZ    | Go Ahead Eagles | Feyenoord | NAC   | FC Groningen | Heerenveen | Vitesse | Heracles | Cambuur | ADO Den Haag | Excelsior | FC Dordrecht | Ajax  | PEC Zwolle | FC Twente | Willem II |
| --------------- | ----- | ---------- | ----- | --------------- | --------- | ----- | ------------ | ---------- | ------- | -------- | ------- | ------------ | --------- | ------------ | ----- | ---------- | --------- | --------- |
| Willem II thuis | 1 – 3 | 1 – 0      | 3 – 0 | 1 – 0           | 2 – 2     | 2 – 1 | 1 – 4        | 2 – 1      | 1 – 4   | 3 – 0    | 1 – 1   | 1 – 0        | 1 – 1     | 2 – 1        | 1 – 1 | 0 – 1      | 2 – 2     | 29        |
| Willem II uit   | 2 – 1 | 2 – 1      | 2 – 0 | 1 – 0           | 1 – 2     | 0 – 0 | 1 – 0        | 1 – 1      | 2 – 0   | 1 – 3    | 1 – 2   | 3 – 2        | 2 – 3     | 0 – 4        | 5 – 0 | 1 – 0      | 3 – 2     | 17        |
| Punten          | 0     | 3          | 3     | 3               | 4         | 4     | 0            | 4          | 0       | 6        | 4       | 3            | 4         | 6            | 1     | 0          | 1         | 46        |

## Wedstrijden

### Oefenwedstrijden

#### Voorbereiding
| 28 juni 2014, 15u00                                                                       | RKDSV             | 1-12 (0-7) | Willem II | Opstelling RKDSV | Opstelling Willem II |
| Stadion: Sportpark Alsie (RKDSV), Diessen Toeschouwers: 800 Scheidsrechter: Guus Bierings | Luuk Doormaal 65' |            | 4' Paul Brok 13' Bruno Andrade 14' Bruno Andrade 15' Thomas Schilders 20' Thomas Schilders 30' Paul Brok 42' Bruno Andrade 51' Renan Zanelli 63' Kevin Brands 66' Niek Vossebelt 78' Justin Mathieu 90' Justin Mathieu |                  | Meul (Branderhorst/46), Cornelisse (Derkx/46), D. Wuytens (Heerkens/46), Van Zeelst (Vossebelt/46), Deckers (Heymans/46), Vleugels (Ippel/46), Haemhouts (S. Wuytens/46), Messaoud (Zanelli/46), Andrade (Mathieu/46), Brok (Brands/46), Schilders (Vicento/46) |
| Stadion: Sportpark Alsie (RKDSV), Diessen Toeschouwers: 800 Scheidsrechter: Guus Bierings |                   |            | |                  | Meul (Branderhorst/46), Cornelisse (Derkx/46), D. Wuytens (Heerkens/46), Van Zeelst (Vossebelt/46), Deckers (Heymans/46), Vleugels (Ippel/46), Haemhouts (S. Wuytens/46), Messaoud (Zanelli/46), Andrade (Mathieu/46), Brok (Brands/46), Schilders (Vicento/46) |
| Stadion: Sportpark Alsie (RKDSV), Diessen Toeschouwers: 800 Scheidsrechter: Guus Bierings |                   |            | |                  | Meul (Branderhorst/46), Cornelisse (Derkx/46), D. Wuytens (Heerkens/46), Van Zeelst (Vossebelt/46), Deckers (Heymans/46), Vleugels (Ippel/46), Haemhouts (S. Wuytens/46), Messaoud (Zanelli/46), Andrade (Mathieu/46), Brok (Brands/46), Schilders (Vicento/46) |
|                                                                                           |                   |            | |                  | |

| 1 juli 2014, 19u00                                                                       | ZIGO | 0-4 (0-3) | Willem II                                                                 | Opstelling ZIGO | Opstelling Willem II |
| Stadion: Sportpark d'n Haaikaant, Tilburg Toeschouwers: 600 Scheidsrechter: Peter Govers |      |           | 19' Jonas Heymans 22' Niek Vossebelt 40' Norair Mamedov 68' Dries Wuytens |                 | Branderhorst (Meul/46), Derkx, Heerkens (Cornelisse/46), Vossebelt (D. Wuytens/46), Heymans (Deckers/46), Ippel (Van Zeelst/46), El Harouchi (Vleugels/46), Zanelli (Messaoud/46, Zanelli/57), Mamedov (Sanusi/46), Brands (Brok/46), Vicento (Schilders/46) |
| Stadion: Sportpark d'n Haaikaant, Tilburg Toeschouwers: 600 Scheidsrechter: Peter Govers |      |           |                                                                           |                 | Branderhorst (Meul/46), Derkx, Heerkens (Cornelisse/46), Vossebelt (D. Wuytens/46), Heymans (Deckers/46), Ippel (Van Zeelst/46), El Harouchi (Vleugels/46), Zanelli (Messaoud/46, Zanelli/57), Mamedov (Sanusi/46), Brands (Brok/46), Vicento (Schilders/46) |
| Stadion: Sportpark d'n Haaikaant, Tilburg Toeschouwers: 600 Scheidsrechter: Peter Govers |      |           |                                                                           |                 | Branderhorst (Meul/46), Derkx, Heerkens (Cornelisse/46), Vossebelt (D. Wuytens/46), Heymans (Deckers/46), Ippel (Van Zeelst/46), El Harouchi (Vleugels/46), Zanelli (Messaoud/46, Zanelli/57), Mamedov (Sanusi/46), Brands (Brok/46), Vicento (Schilders/46) |
|                                                                                          |      |           |                                                                           |                 | |

| 4 juli 2014, 19u00                                                                   | BD Klasbakken | 0-7 (0-4) | Willem II | Opstelling BD Klasbakken | Opstelling Willem II |
| Stadion: Sportpark TSV LONGA, Tilburg Toeschouwers: 400 Scheidsrechter: Peter Govers |               |           | 3' Robbie Haemhouts 14' Ali Messaoud 15' Robbie Haemhouts 31' Ali Messaoud 47' Terell Ondaan 48' Ali Messaoud Norair Mamedov |                          | Meul (Branderhorst/60), Cornelisse (Derkx/60), Heerkens (Van Zeelst/60), D. Wuytens (Vossebelt/60), Heymans (Deckers/60), Ippel (Sanusi/60), Haemhouts (El Harouchi/60), S. Wuytens (Brands/60), Ondaan (Mamedov/60), Messaoud (Brok/60), Andrade (Schilders/60) |
| Stadion: Sportpark TSV LONGA, Tilburg Toeschouwers: 400 Scheidsrechter: Peter Govers |               |           | |                          | Meul (Branderhorst/60), Cornelisse (Derkx/60), Heerkens (Van Zeelst/60), D. Wuytens (Vossebelt/60), Heymans (Deckers/60), Ippel (Sanusi/60), Haemhouts (El Harouchi/60), S. Wuytens (Brands/60), Ondaan (Mamedov/60), Messaoud (Brok/60), Andrade (Schilders/60) |
| Stadion: Sportpark TSV LONGA, Tilburg Toeschouwers: 400 Scheidsrechter: Peter Govers |               |           | |                          | Meul (Branderhorst/60), Cornelisse (Derkx/60), Heerkens (Van Zeelst/60), D. Wuytens (Vossebelt/60), Heymans (Deckers/60), Ippel (Sanusi/60), Haemhouts (El Harouchi/60), S. Wuytens (Brands/60), Ondaan (Mamedov/60), Messaoud (Brok/60), Andrade (Schilders/60) |
|                                                                                      |               |           | |                          | |

| 11 juli 2014, 19u00                                                                     | Willem II                            | 2-1 (0-1) | Waasland-Beveren      | Opstelling Willem II | Opstelling Waasland-Beveren |  |
| Stadion: Sportpark TSV LONGA, Tilburg Toeschouwers: 550 Scheidsrechter: Jeroen Manschot | Robbie Haemhouts 57' Stijn Derkx 85' |           | 44' Aboubakar Oumarou | Lamprou (Meul/46), Heerkens (Van der Struijk/70), D. Wuytens (Van Zeelst/70), Peters (Cornelisse/46), Heymans (Deckers/70), Ippel (Vleugels/70), Haemhouts (Zanelli/70), Messaoud (Mathieu/70), Ondaan (Schilders/70), Vicento (Derkx/70), Andrade (Vossebelt/46) | Coosemans, Bojovic, Robson (Vermeulen /23), De Pauw (Kabongo/87), D'Ulivo (Emond/65), Marić, Blondelle, Deflem, Luyckx (Hebbelinck/80), Oumarou, Henkens |  |
| Stadion: Sportpark TSV LONGA, Tilburg Toeschouwers: 550 Scheidsrechter: Jeroen Manschot |                                      |           |                       | Lamprou (Meul/46), Heerkens (Van der Struijk/70), D. Wuytens (Van Zeelst/70), Peters (Cornelisse/46), Heymans (Deckers/70), Ippel (Vleugels/70), Haemhouts (Zanelli/70), Messaoud (Mathieu/70), Ondaan (Schilders/70), Vicento (Derkx/70), Andrade (Vossebelt/46) | Coosemans, Bojovic, Robson (Vermeulen /23), De Pauw (Kabongo/87), D'Ulivo (Emond/65), Marić, Blondelle, Deflem, Luyckx (Hebbelinck/80), Oumarou, Henkens |  |
| Stadion: Sportpark TSV LONGA, Tilburg Toeschouwers: 550 Scheidsrechter: Jeroen Manschot |                                      |           |                       | Lamprou (Meul/46), Heerkens (Van der Struijk/70), D. Wuytens (Van Zeelst/70), Peters (Cornelisse/46), Heymans (Deckers/70), Ippel (Vleugels/70), Haemhouts (Zanelli/70), Messaoud (Mathieu/70), Ondaan (Schilders/70), Vicento (Derkx/70), Andrade (Vossebelt/46) | Coosemans, Bojovic, Robson (Vermeulen /23), De Pauw (Kabongo/87), D'Ulivo (Emond/65), Marić, Blondelle, Deflem, Luyckx (Hebbelinck/80), Oumarou, Henkens |  |
|                                                                                         |                                      |           |                       | | |  |

| 15 juli 2014, 19u30                                                          | Lierse SK | 0-0 | Willem II | Opstelling Lierse SK | Opstelling Willem II |  |
| Stadion: Sportpark VC Herentals, Herentals Toeschouwers: 750 Scheidsrechter: |           |     |           | Berezovsky, Traoré (Ngawa/67), Bensebaini (Swinkels/67), Buysens (El Messaoudi/67), Hafez (Hanin/67), Helal (Wils/67), Diomandé (Kasmi/67), Zizo (Bourabia/67), Farssi (Losada/67), Tahiri (Wanderson/67), Elghenawy (Keita/67) | Lamprou (Meul/46), Cornelisse (Van der Struijk/70), D. Wuytens (Van Zeelst/70), Peters (Heerkens/46), Heymans (Deckers/70), Sporkslede (Ippel/46), Haemhouts (Zanelli/60), S. Wuytens (Vossebelt/60), Ondaan (Mathieu/70), Messaoud (Derkx/70), Andrade (Vicento/60 ) |  |
| Stadion: Sportpark VC Herentals, Herentals Toeschouwers: 750 Scheidsrechter: |           |     |           | Berezovsky, Traoré (Ngawa/67), Bensebaini (Swinkels/67), Buysens (El Messaoudi/67), Hafez (Hanin/67), Helal (Wils/67), Diomandé (Kasmi/67), Zizo (Bourabia/67), Farssi (Losada/67), Tahiri (Wanderson/67), Elghenawy (Keita/67) | Lamprou (Meul/46), Cornelisse (Van der Struijk/70), D. Wuytens (Van Zeelst/70), Peters (Heerkens/46), Heymans (Deckers/70), Sporkslede (Ippel/46), Haemhouts (Zanelli/60), S. Wuytens (Vossebelt/60), Ondaan (Mathieu/70), Messaoud (Derkx/70), Andrade (Vicento/60 ) |  |
| Stadion: Sportpark VC Herentals, Herentals Toeschouwers: 750 Scheidsrechter: |           |     |           | Berezovsky, Traoré (Ngawa/67), Bensebaini (Swinkels/67), Buysens (El Messaoudi/67), Hafez (Hanin/67), Helal (Wils/67), Diomandé (Kasmi/67), Zizo (Bourabia/67), Farssi (Losada/67), Tahiri (Wanderson/67), Elghenawy (Keita/67) | Lamprou (Meul/46), Cornelisse (Van der Struijk/70), D. Wuytens (Van Zeelst/70), Peters (Heerkens/46), Heymans (Deckers/70), Sporkslede (Ippel/46), Haemhouts (Zanelli/60), S. Wuytens (Vossebelt/60), Ondaan (Mathieu/70), Messaoud (Derkx/70), Andrade (Vicento/60 ) |  |
|                                                                              |           |     |           | | |  |

| 18 juli 2014, 19u00                                                                       | Willem II         | 1-0 (1-0) | Roda JC Kerkrade | Opstelling Willem II | Opstelling Roda JC Kerkrade |  |
| Stadion: Sportpark TSV LONGA, Tilburg Toeschouwers: 600 Scheidsrechter: Merlijn Gerritsen | Bruno Andrade 44' |           |                  | Lamprou, Heerkens , D. Wuytens, Peters (Van der Struijk/70), Heymans (Cornelisse/46), Sporkslede (Ippel/70), Messaoud, S. Wuytens (Vossebelt/80), Ondaan (Derkx/80), Vicento (Zanelli/80), Andrade (Haemhouts/70) | Verbist (Van Leer/46), Dijkhuizen, Letschert, Werker , Van Peppen (Bösing/70), Van Hyfte (Wijnen/70), Paulissen (Rutjes/46), Pluim (Thong/70), Höcher (Cicilia/75), Plat (Jacobs/46), Lagouireh (Demouge/46) |  |
| Stadion: Sportpark TSV LONGA, Tilburg Toeschouwers: 600 Scheidsrechter: Merlijn Gerritsen |                   |           |                  | Lamprou, Heerkens , D. Wuytens, Peters (Van der Struijk/70), Heymans (Cornelisse/46), Sporkslede (Ippel/70), Messaoud, S. Wuytens (Vossebelt/80), Ondaan (Derkx/80), Vicento (Zanelli/80), Andrade (Haemhouts/70) | Verbist (Van Leer/46), Dijkhuizen, Letschert, Werker , Van Peppen (Bösing/70), Van Hyfte (Wijnen/70), Paulissen (Rutjes/46), Pluim (Thong/70), Höcher (Cicilia/75), Plat (Jacobs/46), Lagouireh (Demouge/46) |  |
| Stadion: Sportpark TSV LONGA, Tilburg Toeschouwers: 600 Scheidsrechter: Merlijn Gerritsen |                   |           |                  | Lamprou, Heerkens , D. Wuytens, Peters (Van der Struijk/70), Heymans (Cornelisse/46), Sporkslede (Ippel/70), Messaoud, S. Wuytens (Vossebelt/80), Ondaan (Derkx/80), Vicento (Zanelli/80), Andrade (Haemhouts/70) | Verbist (Van Leer/46), Dijkhuizen, Letschert, Werker , Van Peppen (Bösing/70), Van Hyfte (Wijnen/70), Paulissen (Rutjes/46), Pluim (Thong/70), Höcher (Cicilia/75), Plat (Jacobs/46), Lagouireh (Demouge/46) |  |
|                                                                                           |                   |           |                  | | |  |

| 27 juli 2014, 19u00                                                                     | Olympique Marseille                                                                                     | 5-0 (2-0) | Willem II | Opstelling Olympique Marseille | Opstelling Willem II |  |
| Stadion: Olympisch Stadion, Albertville Toeschouwers: 3.000 Scheidsrechter: Alain Hamer | Florian Thauvin 20' Giannelli Imbula 25' Michy Batshuayi 54' Benoît Cheyrou 81' Michy Batshuayi 90' pen |           |           | Samba (Mandanda/46), Dja Djédjé, Romao (N'Koulou/46), Morel, Mendy (Sparagna/64), Imbula, Lemina, Payet (Amalfitano/64), Thauvin (A. Ayew/46), Gignac (Batshuayi/46), Alessandrini (Cheyrou/64) | Lamprou, Cornelisse, Heerkens, Peters, Heymans, Sporkslede (Vossebelt/80), Messaoud (Haemhouts/58), S. Wuytens (Ippel/76), Ondaan (Zanelli/80), Sahar (Vicento/62), Andrade |  |
| Stadion: Olympisch Stadion, Albertville Toeschouwers: 3.000 Scheidsrechter: Alain Hamer | |           |           | Samba (Mandanda/46), Dja Djédjé, Romao (N'Koulou/46), Morel, Mendy (Sparagna/64), Imbula, Lemina, Payet (Amalfitano/64), Thauvin (A. Ayew/46), Gignac (Batshuayi/46), Alessandrini (Cheyrou/64) | Lamprou, Cornelisse, Heerkens, Peters, Heymans, Sporkslede (Vossebelt/80), Messaoud (Haemhouts/58), S. Wuytens (Ippel/76), Ondaan (Zanelli/80), Sahar (Vicento/62), Andrade |  |
| Stadion: Olympisch Stadion, Albertville Toeschouwers: 3.000 Scheidsrechter: Alain Hamer | |           |           | Samba (Mandanda/46), Dja Djédjé, Romao (N'Koulou/46), Morel, Mendy (Sparagna/64), Imbula, Lemina, Payet (Amalfitano/64), Thauvin (A. Ayew/46), Gignac (Batshuayi/46), Alessandrini (Cheyrou/64) | Lamprou, Cornelisse, Heerkens, Peters, Heymans, Sporkslede (Vossebelt/80), Messaoud (Haemhouts/58), S. Wuytens (Ippel/76), Ondaan (Zanelli/80), Sahar (Vicento/62), Andrade |  |
|                                                                                         | |           |           | | |  |

| 30 juli 2014, 19u00                                                  | AS Saint-Étienne                                                                                          | 5-2 (2-2) | Willem II                  | Opstelling AS Saint-Étienne                                                                             | Opstelling Willem II |  |
| Stadion: Stade Municipal, Chambéry Toeschouwers: 100 Scheidsrechter: | Clément Cabaton 42' Jonathan Bamba 45' Kévin Monnet-Paquet 57' Jonathan Bamba 63' Allan Saint-Maximin 64' |           | 3' Ben Sahar 16' Ben Sahar | Moulin, Brison, Cabaton, Nyemeck, Pogba, Diomandé, Lemoine, Bamba, Gradel, Saint-Maximin, Monnet-Paquet | Lamprou, Cornelisse (Heerkens/46), D. Wuytens, Peters, Heymans (Van der Struijk/46), Ippel , Haemhouts, S. Wuytens (Sporkslede/46), Ondaan (Vossebelt/71), Vicento (Messaoud/46), Sahar (Andrade/71) |  |
| Stadion: Stade Municipal, Chambéry Toeschouwers: 100 Scheidsrechter: | |           |                            | Moulin, Brison, Cabaton, Nyemeck, Pogba, Diomandé, Lemoine, Bamba, Gradel, Saint-Maximin, Monnet-Paquet | Lamprou, Cornelisse (Heerkens/46), D. Wuytens, Peters, Heymans (Van der Struijk/46), Ippel , Haemhouts, S. Wuytens (Sporkslede/46), Ondaan (Vossebelt/71), Vicento (Messaoud/46), Sahar (Andrade/71) |  |
| Stadion: Stade Municipal, Chambéry Toeschouwers: 100 Scheidsrechter: | |           |                            | Moulin, Brison, Cabaton, Nyemeck, Pogba, Diomandé, Lemoine, Bamba, Gradel, Saint-Maximin, Monnet-Paquet | Lamprou, Cornelisse (Heerkens/46), D. Wuytens, Peters, Heymans (Van der Struijk/46), Ippel , Haemhouts, S. Wuytens (Sporkslede/46), Ondaan (Vossebelt/71), Vicento (Messaoud/46), Sahar (Andrade/71) |  |
|                                                                      | |           |                            | | |  |

| 3 augustus, 14u30                                                                                     | Willem II           | 1-0 (1-0) | Istanbul B.B. | Opstelling Willem II                                                                                    | Opstelling Istanbul B.B. |
| Stadion: Koning Willem II Stadion, Tilburg Toeschouwers: (Besloten) 0 Scheidsrechter: Allard Lindhout | Charlton Vicento 5' |           |               | Lamprou, Cornelisse, D. Wuytens, Peters, Heymans, Ippel, Haemhouts, S. Wuytens, Sahar, Vicento, Andrade |                          |
| Stadion: Koning Willem II Stadion, Tilburg Toeschouwers: (Besloten) 0 Scheidsrechter: Allard Lindhout |                     |           |               | Lamprou, Cornelisse, D. Wuytens, Peters, Heymans, Ippel, Haemhouts, S. Wuytens, Sahar, Vicento, Andrade |                          |
| Stadion: Koning Willem II Stadion, Tilburg Toeschouwers: (Besloten) 0 Scheidsrechter: Allard Lindhout |                     |           |               | Lamprou, Cornelisse, D. Wuytens, Peters, Heymans, Ippel, Haemhouts, S. Wuytens, Sahar, Vicento, Andrade |                          |
| |                     |           |               | |                          |

### Eredivisie

#### Augustus 2014
| 10 augustus 2014, 16:45 uur                                                                | Willem II             | 1-3 (1-2) | PSV                                                                   | Opstelling Willem II | Opstelling PSV |  |
| Stadion: Koning Willem II Stadion, Tilburg Toeschouwers: 11.750 Scheidsrechter: Kevin Blom | '40 Bruno Andrade 1-2 |           | 0-1 Jürgen Locadia '7 0-2 Memphis Depay '10 1-3 Memphis Depay '76/pen | Lamprou , Cornelisse, D. Wuytens, Peters , Heymans, Haemhouts, Messaoud , S. Wuytens, Ondaan (Vicento/66), Andrade (Meul/75), Sahar (Ippel/80) | Zoet, Brenet, Bruma, Hendrix, Tamata, Wijnaldum, Hiljemark, Maher (Ritzmaier/80), Locadia (Narsingh/81), De Jong, Depay (Jozefzoon/85) |  |
| Stadion: Koning Willem II Stadion, Tilburg Toeschouwers: 11.750 Scheidsrechter: Kevin Blom |                       |           |                                                                       | Lamprou , Cornelisse, D. Wuytens, Peters , Heymans, Haemhouts, Messaoud , S. Wuytens, Ondaan (Vicento/66), Andrade (Meul/75), Sahar (Ippel/80) | Zoet, Brenet, Bruma, Hendrix, Tamata, Wijnaldum, Hiljemark, Maher (Ritzmaier/80), Locadia (Narsingh/81), De Jong, Depay (Jozefzoon/85) |  |
| Stadion: Koning Willem II Stadion, Tilburg Toeschouwers: 11.750 Scheidsrechter: Kevin Blom |                       |           |                                                                       | Lamprou , Cornelisse, D. Wuytens, Peters , Heymans, Haemhouts, Messaoud , S. Wuytens, Ondaan (Vicento/66), Andrade (Meul/75), Sahar (Ippel/80) | Zoet, Brenet, Bruma, Hendrix, Tamata, Wijnaldum, Hiljemark, Maher (Ritzmaier/80), Locadia (Narsingh/81), De Jong, Depay (Jozefzoon/85) |  |
|                                                                                            |                       |           |                                                                       | | |  |

| 17 augustus 2014, 14:30 uur                                                              | FC Utrecht                                   | 2-1 (0-0) | Willem II                | Opstelling FC Utrecht | Opstelling Willem II |  |
| Stadion: Stadion Galgenwaard, Utrecht Toeschouwers: 16.123 Scheidsrechter: Björn Kuipers | '64 Jens Toornstra 1-0 '88 Leon de Kogel 2-1 |           | 1-1 Robbie Haemhouts '75 | Ruiter, Van der Maarel, Markiet, Leeuwin, Kum, Kali, Ayoub , Janssen (De Kogel/80), Toornstra, Barazite (Antwi/69), Rubin | Meul, Cornelisse , D. Wuytens, Peters, Heymans, Haemhouts, Messaoud, S. Wuytens, Ondaan, Andrade (Vicento/72), Sahar (Van der Struijk/81) |  |
| Stadion: Stadion Galgenwaard, Utrecht Toeschouwers: 16.123 Scheidsrechter: Björn Kuipers |                                              |           |                          | Ruiter, Van der Maarel, Markiet, Leeuwin, Kum, Kali, Ayoub , Janssen (De Kogel/80), Toornstra, Barazite (Antwi/69), Rubin | Meul, Cornelisse , D. Wuytens, Peters, Heymans, Haemhouts, Messaoud, S. Wuytens, Ondaan, Andrade (Vicento/72), Sahar (Van der Struijk/81) |  |
| Stadion: Stadion Galgenwaard, Utrecht Toeschouwers: 16.123 Scheidsrechter: Björn Kuipers |                                              |           |                          | Ruiter, Van der Maarel, Markiet, Leeuwin, Kum, Kali, Ayoub , Janssen (De Kogel/80), Toornstra, Barazite (Antwi/69), Rubin | Meul, Cornelisse , D. Wuytens, Peters, Heymans, Haemhouts, Messaoud, S. Wuytens, Ondaan, Andrade (Vicento/72), Sahar (Van der Struijk/81) |  |
|                                                                                          |                                              |           |                          | | |  |

| 23 augustus 2014, 18:30 uur                                                                    | Willem II                                                           | 3-0 (2-0) | AZ | Opstelling Willem II | Opstelling AZ |  |
| Stadion: Koning Willem II Stadion, Tilburg Toeschouwers: 9.500 Scheidsrechter: Jochem Kamphuis | '14 Bruno Andrade 1-0 '29 Ali Messaoud 2-0 '86 Charlton Vicento 3-0 |           |    | Lamprou, Cornelisse, D. Wuytens, Peters, Heymans, Haemhouts (Ippel/75), Messaoud, S. Wuytens (Van der Struijk/80), Ondaan , Andrade (Vicento/21), Sahar | Esteban, M. Johansson, Gouweleeuw, J. Wuytens , Poulsen, Ortíz, Gudelj, Henriksen (Haye/27), Rosheuvel (Elm/63), Tanković, Hupperts |  |
| Stadion: Koning Willem II Stadion, Tilburg Toeschouwers: 9.500 Scheidsrechter: Jochem Kamphuis |                                                                     |           |    | Lamprou, Cornelisse, D. Wuytens, Peters, Heymans, Haemhouts (Ippel/75), Messaoud, S. Wuytens (Van der Struijk/80), Ondaan , Andrade (Vicento/21), Sahar | Esteban, M. Johansson, Gouweleeuw, J. Wuytens , Poulsen, Ortíz, Gudelj, Henriksen (Haye/27), Rosheuvel (Elm/63), Tanković, Hupperts |  |
| Stadion: Koning Willem II Stadion, Tilburg Toeschouwers: 9.500 Scheidsrechter: Jochem Kamphuis |                                                                     |           |    | Lamprou, Cornelisse, D. Wuytens, Peters, Heymans, Haemhouts (Ippel/75), Messaoud, S. Wuytens (Van der Struijk/80), Ondaan , Andrade (Vicento/21), Sahar | Esteban, M. Johansson, Gouweleeuw, J. Wuytens , Poulsen, Ortíz, Gudelj, Henriksen (Haye/27), Rosheuvel (Elm/63), Tanković, Hupperts |  |
|                                                                                                |                                                                     |           |    | | |  |

| 29 augustus 2014, 20:00 uur                                                                 | Go Ahead Eagles      | 1-0 (0-0) | Willem II | Opstelling Go Ahead Eagles | Opstelling Willem II |  |
| Stadion: De Adelaarshorst, Deventer Toeschouwers: 7.883 Scheidsrechter: Reinold Wiedemeijer | '64 Bart Vriends 1-0 |           |           | Cummins, Nieuwpoort, Vriends , Van der Linden, Schenk , Van Ooijen (Duits/74), Overgoor, Türüç, Reimerink (Lewis/82), Kolder (Ten Den/90+3), Schalk | Lamprou, Cornelisse (Heerkens/60), D. Wuytens, Peters, Heymans , Haemhouts, Messaoud (Zanelli/77), S. Wuytens , Ondaan, Vicento (Van der Struijk/56), Sahar |  |
| Stadion: De Adelaarshorst, Deventer Toeschouwers: 7.883 Scheidsrechter: Reinold Wiedemeijer |                      |           |           | Cummins, Nieuwpoort, Vriends , Van der Linden, Schenk , Van Ooijen (Duits/74), Overgoor, Türüç, Reimerink (Lewis/82), Kolder (Ten Den/90+3), Schalk | Lamprou, Cornelisse (Heerkens/60), D. Wuytens, Peters, Heymans , Haemhouts, Messaoud (Zanelli/77), S. Wuytens , Ondaan, Vicento (Van der Struijk/56), Sahar |  |
| Stadion: De Adelaarshorst, Deventer Toeschouwers: 7.883 Scheidsrechter: Reinold Wiedemeijer |                      |           |           | Cummins, Nieuwpoort, Vriends , Van der Linden, Schenk , Van Ooijen (Duits/74), Overgoor, Türüç, Reimerink (Lewis/82), Kolder (Ten Den/90+3), Schalk | Lamprou, Cornelisse (Heerkens/60), D. Wuytens, Peters, Heymans , Haemhouts, Messaoud (Zanelli/77), S. Wuytens , Ondaan, Vicento (Van der Struijk/56), Sahar |  |
|                                                                                             |                      |           |           | | |  |

#### September 2014
| 13 september 2014, 20u45                                                                   | Feyenoord                    | 1-2 (0-2) | Willem II                                              | Opstelling Feyenoord | Opstelling Willem II |  |
| Stadion: Stadion Feijenoord, Rotterdam Toeschouwers: 43.627 Scheidsrechter: Eric Braamhaar | '75 Colin Kazim-Richards 1-2 |           | 0-1 Frank van der Struijk '8 0-2 Samuel Armenteros '23 | Vermeer, Wilkshire, Van Beek, Mathijsen (Toornstra/46), Kongolo , El Ahmadi, Immers, Vilhena, Schaken, Te Vrede (Kazim-Richards/63), Boëtius (Manu/46) | Lamprou, Van der Struijk , D. Wuytens, Peters, Dijks (Heerkens/80), Haemhouts (Ippel/57), Braber, S. Wuytens, Ondaan (Sporkslede/71), Armenteros, Sahar |  |
| Stadion: Stadion Feijenoord, Rotterdam Toeschouwers: 43.627 Scheidsrechter: Eric Braamhaar |                              |           |                                                        | Vermeer, Wilkshire, Van Beek, Mathijsen (Toornstra/46), Kongolo , El Ahmadi, Immers, Vilhena, Schaken, Te Vrede (Kazim-Richards/63), Boëtius (Manu/46) | Lamprou, Van der Struijk , D. Wuytens, Peters, Dijks (Heerkens/80), Haemhouts (Ippel/57), Braber, S. Wuytens, Ondaan (Sporkslede/71), Armenteros, Sahar |  |
| Stadion: Stadion Feijenoord, Rotterdam Toeschouwers: 43.627 Scheidsrechter: Eric Braamhaar |                              |           |                                                        | Vermeer, Wilkshire, Van Beek, Mathijsen (Toornstra/46), Kongolo , El Ahmadi, Immers, Vilhena, Schaken, Te Vrede (Kazim-Richards/63), Boëtius (Manu/46) | Lamprou, Van der Struijk , D. Wuytens, Peters, Dijks (Heerkens/80), Haemhouts (Ippel/57), Braber, S. Wuytens, Ondaan (Sporkslede/71), Armenteros, Sahar |  |
|                                                                                            |                              |           |                                                        | | |  |

| 19 september 2014, 20u00                                                                         | Willem II                                 | 2-1 (1-1) | NAC Breda          | Opstelling Willem II | Opstelling NAC Breda |  |
| Stadion: Koning Willem II Stadion, Tilburg Toeschouwers: 13.602 Scheidsrechter: Richard Liesveld | '13 Ben Sahar 1-0 '90+1 Robert Braber 2-1 |           | 1-1 Uroš Matić '42 | Lamprou, Van der Struijk, D. Wuytens, Peters, Dijks (Heymans/73), Haemhouts, Braber, S. Wuytens, Cabral (Vicento/84), Armenteros (Andrade/69), Sahar | Ten Rouwelaar , Ssewankambo, Drost, Damčevski, Amieux, Falkenburg, De Kamps , Matić, Boateng (Sarpong/80), Perica , Tighadouini (Seuntjens/73) |  |
| Stadion: Koning Willem II Stadion, Tilburg Toeschouwers: 13.602 Scheidsrechter: Richard Liesveld |                                           |           |                    | Lamprou, Van der Struijk, D. Wuytens, Peters, Dijks (Heymans/73), Haemhouts, Braber, S. Wuytens, Cabral (Vicento/84), Armenteros (Andrade/69), Sahar | Ten Rouwelaar , Ssewankambo, Drost, Damčevski, Amieux, Falkenburg, De Kamps , Matić, Boateng (Sarpong/80), Perica , Tighadouini (Seuntjens/73) |  |
| Stadion: Koning Willem II Stadion, Tilburg Toeschouwers: 13.602 Scheidsrechter: Richard Liesveld |                                           |           |                    | Lamprou, Van der Struijk, D. Wuytens, Peters, Dijks (Heymans/73), Haemhouts, Braber, S. Wuytens, Cabral (Vicento/84), Armenteros (Andrade/69), Sahar | Ten Rouwelaar , Ssewankambo, Drost, Damčevski, Amieux, Falkenburg, De Kamps , Matić, Boateng (Sarpong/80), Perica , Tighadouini (Seuntjens/73) |  |
|                                                                                                  |                                           |           |                    | | |  |

| 28 september 2014, 14u30                                                      | FC Groningen                 | 1-0 (1-0) | Willem II | Opstelling FC Groningen | Opstelling Willem II |  |
| Stadion: Euroborg, Groningen Toeschouwers: 18.811 Scheidsrechter: Bas Nijhuis | '31/pen Michael de Leeuw 1-0 |           |           | Padt, Hiariej (Hateboer/61), Botteghin, Kappelhof, Van Nieff, Lindgren, Chery, Kieftenbeld, Antonia, Hoesen (Islamovic/80), De Leeuw (Van der Velden/73) | Lamprou, Van der Struijk , D. Wuytens, Peters, Dijks, Haemhouts, Braber (Messaoud/64), S. Wuytens, Cabral (Andrade/80), Armenteros, Sahar (Ondaan/59 ) |  |
| Stadion: Euroborg, Groningen Toeschouwers: 18.811 Scheidsrechter: Bas Nijhuis |                              |           |           | Padt, Hiariej (Hateboer/61), Botteghin, Kappelhof, Van Nieff, Lindgren, Chery, Kieftenbeld, Antonia, Hoesen (Islamovic/80), De Leeuw (Van der Velden/73) | Lamprou, Van der Struijk , D. Wuytens, Peters, Dijks, Haemhouts, Braber (Messaoud/64), S. Wuytens, Cabral (Andrade/80), Armenteros, Sahar (Ondaan/59 ) |  |
| Stadion: Euroborg, Groningen Toeschouwers: 18.811 Scheidsrechter: Bas Nijhuis |                              |           |           | Padt, Hiariej (Hateboer/61), Botteghin, Kappelhof, Van Nieff, Lindgren, Chery, Kieftenbeld, Antonia, Hoesen (Islamovic/80), De Leeuw (Van der Velden/73) | Lamprou, Van der Struijk , D. Wuytens, Peters, Dijks, Haemhouts, Braber (Messaoud/64), S. Wuytens, Cabral (Andrade/80), Armenteros, Sahar (Ondaan/59 ) |  |
|                                                                               |                              |           |           | | |  |

#### Oktober 2014
| 4 oktober 2014, 19u45                                                                           | Willem II                                   | 2-1 (0-1) | sc Heerenveen    | Opstelling Willem II | Opstelling sc Heerenveen |  |
| Stadion: Koning Willem II Stadion, Tilburg Toeschouwers: 10.750 Scheidsrechter: Jochem Kamphuis | '76 Dries Wuytens 1-1 '87 Terell Ondaan 2-1 |           | 0-1 Mark Uth '41 | Lamprou, Van der Struijk, D. Wuytens , Peters, Dijks, Haemhouts, Braber (Messaoud/64), S. Wuytens (Ippel/86), Ondaan, Armenteros, Cabral (Andrade/55) | Nordfeldt, Schmidt, Buijs, Van Aken (Dalgaard/89), Van Anholt, Van den Berg , De Roon, Sinkgraven, Slagveer , Uth, Thorsby (Van Amersfoort/86) |  |
| Stadion: Koning Willem II Stadion, Tilburg Toeschouwers: 10.750 Scheidsrechter: Jochem Kamphuis |                                             |           |                  | Lamprou, Van der Struijk, D. Wuytens , Peters, Dijks, Haemhouts, Braber (Messaoud/64), S. Wuytens (Ippel/86), Ondaan, Armenteros, Cabral (Andrade/55) | Nordfeldt, Schmidt, Buijs, Van Aken (Dalgaard/89), Van Anholt, Van den Berg , De Roon, Sinkgraven, Slagveer , Uth, Thorsby (Van Amersfoort/86) |  |
| Stadion: Koning Willem II Stadion, Tilburg Toeschouwers: 10.750 Scheidsrechter: Jochem Kamphuis |                                             |           |                  | Lamprou, Van der Struijk, D. Wuytens , Peters, Dijks, Haemhouts, Braber (Messaoud/64), S. Wuytens (Ippel/86), Ondaan, Armenteros, Cabral (Andrade/55) | Nordfeldt, Schmidt, Buijs, Van Aken (Dalgaard/89), Van Anholt, Van den Berg , De Roon, Sinkgraven, Slagveer , Uth, Thorsby (Van Amersfoort/86) |  |
|                                                                                                 |                                             |           |                  | | |  |

| 18 oktober 2014, 18u30                                                                      | Willem II         | 1-4 (0-2) | Vitesse                                                                                 | Opstelling Willem II | Opstelling Vitesse |  |
| Stadion: Koning Willem II Stadion, Tilburg Toeschouwers: 10.900 Scheidsrechter: Pieter Vink | '53 Ben Sahar 1-2 |           | 0-1 Davy Pröpper '15 0-2 Bertrand Traoré '45 1-3 Denys Oliynyk '88 1-4 Abiola Dauda '90 | Lamprou, Van der Struijk, D. Wuytens, Peters, Dijks, Haemhouts, S. Wuytens (Braber/83), Messaoud, Ondaan (Andrade/60), Armenteros, Sahar (Cabral/78) | Velthuizen, Wallace , Kruiswijk, Van der Heijden, Achenteh , Leerdam (Kazaisjvili/61), Vejinović, Pröpper, Traoré (Đurđević/79), Dauda, Oliynyk |  |
| Stadion: Koning Willem II Stadion, Tilburg Toeschouwers: 10.900 Scheidsrechter: Pieter Vink |                   |           |                                                                                         | Lamprou, Van der Struijk, D. Wuytens, Peters, Dijks, Haemhouts, S. Wuytens (Braber/83), Messaoud, Ondaan (Andrade/60), Armenteros, Sahar (Cabral/78) | Velthuizen, Wallace , Kruiswijk, Van der Heijden, Achenteh , Leerdam (Kazaisjvili/61), Vejinović, Pröpper, Traoré (Đurđević/79), Dauda, Oliynyk |  |
| Stadion: Koning Willem II Stadion, Tilburg Toeschouwers: 10.900 Scheidsrechter: Pieter Vink |                   |           |                                                                                         | Lamprou, Van der Struijk, D. Wuytens, Peters, Dijks, Haemhouts, S. Wuytens (Braber/83), Messaoud, Ondaan (Andrade/60), Armenteros, Sahar (Cabral/78) | Velthuizen, Wallace , Kruiswijk, Van der Heijden, Achenteh , Leerdam (Kazaisjvili/61), Vejinović, Pröpper, Traoré (Đurđević/79), Dauda, Oliynyk |  |
|                                                                                             |                   |           |                                                                                         | | |  |

| 25 oktober 2014, 19u45                                                                 | Heracles Almelo         | 1-3 (0-1) | Willem II                                                                 | Opstelling Heracles Almelo | Opstelling Willem II |  |
| Stadion: Polman Stadion, Almelo Toeschouwers: 8.500 Scheidsrechter: Edwin van de Graaf | '77 Oussama Tannane 1-3 |           | 0-1 Stijn Wuytens '15 0-2 Samuel Armenteros '57 0-3 Samuel Armenteros '74 | Telgenkamp, Koenders, Te Wierik, Veldmate, Fledderus, Pelupessy (Avdić/69), Cziommer (Bel Hassani/63), Bruns (Paljić/80), Tannane, Weghorst, Linssen | Lamprou, Heerkens, D. Wuytens, Peters, Heymans, Haemhouts, S. Wuytens, Messaoud, Ondaan (Andrade/71), Armenteros (Braber/87), Sahar (Vicento/82) |  |
| Stadion: Polman Stadion, Almelo Toeschouwers: 8.500 Scheidsrechter: Edwin van de Graaf |                         |           |                                                                           | Telgenkamp, Koenders, Te Wierik, Veldmate, Fledderus, Pelupessy (Avdić/69), Cziommer (Bel Hassani/63), Bruns (Paljić/80), Tannane, Weghorst, Linssen | Lamprou, Heerkens, D. Wuytens, Peters, Heymans, Haemhouts, S. Wuytens, Messaoud, Ondaan (Andrade/71), Armenteros (Braber/87), Sahar (Vicento/82) |  |
| Stadion: Polman Stadion, Almelo Toeschouwers: 8.500 Scheidsrechter: Edwin van de Graaf |                         |           |                                                                           | Telgenkamp, Koenders, Te Wierik, Veldmate, Fledderus, Pelupessy (Avdić/69), Cziommer (Bel Hassani/63), Bruns (Paljić/80), Tannane, Weghorst, Linssen | Lamprou, Heerkens, D. Wuytens, Peters, Heymans, Haemhouts, S. Wuytens, Messaoud, Ondaan (Andrade/71), Armenteros (Braber/87), Sahar (Vicento/82) |  |
|                                                                                        |                         |           |                                                                           | | |  |

#### November 2014
| 2 november 2014, 14u30                                                                         | Willem II                   | 1-1 (0-0) | SC Cambuur            | Opstelling Willem II | Opstelling SC Cambuur |  |
| Stadion: Koning Willem II Stadion, Tilburg Toeschouwers: 11.095 Scheidsrechter: Jeroen Sanders | '90+2 Samuel Armenteros 1-1 |           | 0-1 Albert Rusnák '73 | Lamprou, Heerkens, D. Wuytens, Peters (Cabral/79), Dijks, Haemhouts, S. Wuytens, Messaoud, Ondaan (Andrade/60), Armenteros, Sahar (Braber/83) | Nienhuis, Droste, Reijnen, Bijker, Andriuškevičius, Rusnák (Bakker/83), El Makrini, Van de Streek, De Ridder , Ogbeche Hemmen/69), Narsingh (Mac-Intosch/90) |  |
| Stadion: Koning Willem II Stadion, Tilburg Toeschouwers: 11.095 Scheidsrechter: Jeroen Sanders |                             |           |                       | Lamprou, Heerkens, D. Wuytens, Peters (Cabral/79), Dijks, Haemhouts, S. Wuytens, Messaoud, Ondaan (Andrade/60), Armenteros, Sahar (Braber/83) | Nienhuis, Droste, Reijnen, Bijker, Andriuškevičius, Rusnák (Bakker/83), El Makrini, Van de Streek, De Ridder , Ogbeche Hemmen/69), Narsingh (Mac-Intosch/90) |  |
| Stadion: Koning Willem II Stadion, Tilburg Toeschouwers: 11.095 Scheidsrechter: Jeroen Sanders |                             |           |                       | Lamprou, Heerkens, D. Wuytens, Peters (Cabral/79), Dijks, Haemhouts, S. Wuytens, Messaoud, Ondaan (Andrade/60), Armenteros, Sahar (Braber/83) | Nienhuis, Droste, Reijnen, Bijker, Andriuškevičius, Rusnák (Bakker/83), El Makrini, Van de Streek, De Ridder , Ogbeche Hemmen/69), Narsingh (Mac-Intosch/90) |  |
|                                                                                                |                             |           |                       | | |  |

| 8 november 2014, 18u30                                                                 | ADO Den Haag                                                      | 3-2 (2-0) | Willem II                                       | Opstelling ADO Den Haag | Opstelling Willem II |  |
| Stadion: Kyocera Stadion, Den Haag Toeschouwers: 13.139 Scheidsrechter: Eric Braamhaar | '2 Mathias Gehrt 1-0 '35 Michiel Kramer 2-0 '73 Roland Alberg 3-2 |           | 2-1 Stijn Wuytens '51 2-2 Samuel Armenteros '62 | Hansen, Malone, Zuiverloon, Wormgoor, Kanon, Kristensen (Jansen/67), Alberg, Meijers, Gehrt (Derijck/90), Kramer, Van Duinen (Houtkoop/84) | Lamprou, Heerkens, D. Wuytens , Peters , Dijks , Haemhouts (Cabral/79), S. Wuytens, Messaoud (Braber/84), Andrade, Armenteros, Sahar (Ondaan/46 ) |  |
| Stadion: Kyocera Stadion, Den Haag Toeschouwers: 13.139 Scheidsrechter: Eric Braamhaar |                                                                   |           |                                                 | Hansen, Malone, Zuiverloon, Wormgoor, Kanon, Kristensen (Jansen/67), Alberg, Meijers, Gehrt (Derijck/90), Kramer, Van Duinen (Houtkoop/84) | Lamprou, Heerkens, D. Wuytens , Peters , Dijks , Haemhouts (Cabral/79), S. Wuytens, Messaoud (Braber/84), Andrade, Armenteros, Sahar (Ondaan/46 ) |  |
| Stadion: Kyocera Stadion, Den Haag Toeschouwers: 13.139 Scheidsrechter: Eric Braamhaar |                                                                   |           |                                                 | Hansen, Malone, Zuiverloon, Wormgoor, Kanon, Kristensen (Jansen/67), Alberg, Meijers, Gehrt (Derijck/90), Kramer, Van Duinen (Houtkoop/84) | Lamprou, Heerkens, D. Wuytens , Peters , Dijks , Haemhouts (Cabral/79), S. Wuytens, Messaoud (Braber/84), Andrade, Armenteros, Sahar (Ondaan/46 ) |  |
|                                                                                        |                                                                   |           |                                                 | | |  |

| 22 november 2014, 20u45                                                                                | Willem II                     | 1-1 (0-0) | Excelsior             | Opstelling Willem II | Opstelling Excelsior |  |
| Stadion: Koning Willem II Stadion, Tilburg Toeschouwers: 10.850 Scheidsrechter: Martin van den Kerkhof | '67/pen Samuel Armenteros 1-1 |           | 0-1 Tom van Weert '64 | Lamprou, Heerkens, D. Wuytens, Peters, Dijks, Haemhouts, S. Wuytens, Messaoud (Braber/84), Andrade (Cabral/65), Armenteros, Sahar (Ondaan/65) | Damen , Bovenberg, Fischer, Van Diermen, Kuipers, Stans, Kruys, Auassar, Bruins (Varela/65), Botaka, Van Weert (Vermeulen/77) |  |
| Stadion: Koning Willem II Stadion, Tilburg Toeschouwers: 10.850 Scheidsrechter: Martin van den Kerkhof |                               |           |                       | Lamprou, Heerkens, D. Wuytens, Peters, Dijks, Haemhouts, S. Wuytens, Messaoud (Braber/84), Andrade (Cabral/65), Armenteros, Sahar (Ondaan/65) | Damen , Bovenberg, Fischer, Van Diermen, Kuipers, Stans, Kruys, Auassar, Bruins (Varela/65), Botaka, Van Weert (Vermeulen/77) |  |
| Stadion: Koning Willem II Stadion, Tilburg Toeschouwers: 10.850 Scheidsrechter: Martin van den Kerkhof |                               |           |                       | Lamprou, Heerkens, D. Wuytens, Peters, Dijks, Haemhouts, S. Wuytens, Messaoud (Braber/84), Andrade (Cabral/65), Armenteros, Sahar (Ondaan/65) | Damen , Bovenberg, Fischer, Van Diermen, Kuipers, Stans, Kruys, Auassar, Bruins (Varela/65), Botaka, Van Weert (Vermeulen/77) |  |
| |                               |           |                       | | |  |

| 28 november 2014, 20u00                                                                       | FC Dordrecht | 0-4 (0-2) | Willem II                                                                                  | Opstelling FC Dordrecht | Opstelling Willem II |  |
| Stadion: Riwal Hoogwerkers Stadion, Dordrecht Toeschouwers: 3.884 Scheidsrechter: Pieter Vink |              |           | 0-1 Samuel Armenteros '6 0-2 Ben Sahar '16 0-3 Samuel Armenteros '55 0-4 Terell Ondaan '90 | Kurto, Fortes , Haddad, Lima, Gosens, Ojo, Van Overeem, Van Haaren, Touré (Lieder/74), Meulens (Ten Voorde/61), Danso (Pisas/61) | Lamprou, Heerkens (Van der Struijk/34), D. Wuytens , Peters, Dijks, Haemhouts, S. Wuytens, Messaoud, Andrade (Ondaan/67), Armenteros (Braber/87), Sahar |  |
| Stadion: Riwal Hoogwerkers Stadion, Dordrecht Toeschouwers: 3.884 Scheidsrechter: Pieter Vink |              |           |                                                                                            | Kurto, Fortes , Haddad, Lima, Gosens, Ojo, Van Overeem, Van Haaren, Touré (Lieder/74), Meulens (Ten Voorde/61), Danso (Pisas/61) | Lamprou, Heerkens (Van der Struijk/34), D. Wuytens , Peters, Dijks, Haemhouts, S. Wuytens, Messaoud, Andrade (Ondaan/67), Armenteros (Braber/87), Sahar |  |
| Stadion: Riwal Hoogwerkers Stadion, Dordrecht Toeschouwers: 3.884 Scheidsrechter: Pieter Vink |              |           |                                                                                            | Kurto, Fortes , Haddad, Lima, Gosens, Ojo, Van Overeem, Van Haaren, Touré (Lieder/74), Meulens (Ten Voorde/61), Danso (Pisas/61) | Lamprou, Heerkens (Van der Struijk/34), D. Wuytens , Peters, Dijks, Haemhouts, S. Wuytens, Messaoud, Andrade (Ondaan/67), Armenteros (Braber/87), Sahar |  |
|                                                                                               |              |           |                                                                                            | | |  |

#### December 2014
| 6 december 2014, 20u45                                                                 | AFC Ajax | 5-0 (4-0) | Willem II | Opstelling AFC Ajax | Opstelling Willem II |  |
| Stadion: Amsterdam ArenA, Amsterdam Toeschouwers: 50.455 Scheidsrechter: Björn Kuipers | '14 Kolbeinn Sigþórsson 1-0 '27 Arkadiusz Milik 2-0 '31 Joël Veltman 3-0 '43 Arkadiusz Milik 4-0 '57 Davy Klaassen 5-0 |           |           | Cillessen, Van Rhijn, Veltman, Moisander, Viergever, Klaassen, Serero, Andersen (Bazoer/65), Schöne, Sigþórsson (Milik/18), Kishna (Menig/76) | Lamprou, Van der Struijk, D. Wuytens, Peters, Dijks , Haemhouts (Ippel/51 ), S. Wuytens (Heerkens/65), Messaoud , Andrade (Ondaan/77), Armenteros, Sahar |  |
| Stadion: Amsterdam ArenA, Amsterdam Toeschouwers: 50.455 Scheidsrechter: Björn Kuipers | |           |           | Cillessen, Van Rhijn, Veltman, Moisander, Viergever, Klaassen, Serero, Andersen (Bazoer/65), Schöne, Sigþórsson (Milik/18), Kishna (Menig/76) | Lamprou, Van der Struijk, D. Wuytens, Peters, Dijks , Haemhouts (Ippel/51 ), S. Wuytens (Heerkens/65), Messaoud , Andrade (Ondaan/77), Armenteros, Sahar |  |
| Stadion: Amsterdam ArenA, Amsterdam Toeschouwers: 50.455 Scheidsrechter: Björn Kuipers | |           |           | Cillessen, Van Rhijn, Veltman, Moisander, Viergever, Klaassen, Serero, Andersen (Bazoer/65), Schöne, Sigþórsson (Milik/18), Kishna (Menig/76) | Lamprou, Van der Struijk, D. Wuytens, Peters, Dijks , Haemhouts (Ippel/51 ), S. Wuytens (Heerkens/65), Messaoud , Andrade (Ondaan/77), Armenteros, Sahar |  |
|                                                                                        | |           |           | | |  |

| 13 december 2014, 19u45                                                                    | Willem II | 0-1 (0-0) | PEC Zwolle          | Opstelling Willem II | Opstelling PEC Zwolle |  |
| Stadion: Koning Willem II Stadion, Tilburg Toeschouwers: 11.500 Scheidsrechter: Ed Janssen |           |           | 0-1 Tomáš Necid '74 | Lamprou, Van der Struijk, D. Wuytens, Peters, Dijks, Haemhouts, Messaoud (Braber/80), S. Wuytens, Sahar (Cabral/74), Armenteros, Andrade (Ondaan/66) | Hahn, Van Polen, Lam , Van der Werff, Van Hintum, Saymak, Brama (De Boom/46, Ehizibue/89), Rienstra, Drost, Necid, Thomas (Nijland/66) |  |
| Stadion: Koning Willem II Stadion, Tilburg Toeschouwers: 11.500 Scheidsrechter: Ed Janssen |           |           |                     | Lamprou, Van der Struijk, D. Wuytens, Peters, Dijks, Haemhouts, Messaoud (Braber/80), S. Wuytens, Sahar (Cabral/74), Armenteros, Andrade (Ondaan/66) | Hahn, Van Polen, Lam , Van der Werff, Van Hintum, Saymak, Brama (De Boom/46, Ehizibue/89), Rienstra, Drost, Necid, Thomas (Nijland/66) |  |
| Stadion: Koning Willem II Stadion, Tilburg Toeschouwers: 11.500 Scheidsrechter: Ed Janssen |           |           |                     | Lamprou, Van der Struijk, D. Wuytens, Peters, Dijks, Haemhouts, Messaoud (Braber/80), S. Wuytens, Sahar (Cabral/74), Armenteros, Andrade (Ondaan/66) | Hahn, Van Polen, Lam , Van der Werff, Van Hintum, Saymak, Brama (De Boom/46, Ehizibue/89), Rienstra, Drost, Necid, Thomas (Nijland/66) |  |
|                                                                                            |           |           |                     | | |  |

| 21 december 2014, 16u45                                                                  | FC Twente                                                                   | 3-2 (1-1) | Willem II                                     | Opstelling FC Twente | Opstelling Willem II |  |
| Stadion: De Grolsch Veste, Enschede Toeschouwers: 28.200 Scheidsrechter: Jochem Kamphuis | '12 Youness Mokhtar 1-0 '90+2 Andreas Bjelland 2-2 '90+4 Torgeir Børven 3-2 |           | 1-1 Ali Messaoud '31 1-2 Robbie Haemhouts '72 | Stevens, Martina, Lachman, Bjelland, Schilder, Mokotjo (Tapia/73 ), Ziyech, Engelaar (Børven/76), Ould-Chikh (Kusk/78), Corona , Mokhtar | Lamprou, Van der Struijk, D. Wuytens, Peters , Dijks, Haemhouts (Ippel/77), Messaoud, S. Wuytens, Sahar (Ondaan/62), Armenteros (Braber/90), Andrade |  |
| Stadion: De Grolsch Veste, Enschede Toeschouwers: 28.200 Scheidsrechter: Jochem Kamphuis |                                                                             |           |                                               | Stevens, Martina, Lachman, Bjelland, Schilder, Mokotjo (Tapia/73 ), Ziyech, Engelaar (Børven/76), Ould-Chikh (Kusk/78), Corona , Mokhtar | Lamprou, Van der Struijk, D. Wuytens, Peters , Dijks, Haemhouts (Ippel/77), Messaoud, S. Wuytens, Sahar (Ondaan/62), Armenteros (Braber/90), Andrade |  |
| Stadion: De Grolsch Veste, Enschede Toeschouwers: 28.200 Scheidsrechter: Jochem Kamphuis |                                                                             |           |                                               | Stevens, Martina, Lachman, Bjelland, Schilder, Mokotjo (Tapia/73 ), Ziyech, Engelaar (Børven/76), Ould-Chikh (Kusk/78), Corona , Mokhtar | Lamprou, Van der Struijk, D. Wuytens, Peters , Dijks, Haemhouts (Ippel/77), Messaoud, S. Wuytens, Sahar (Ondaan/62), Armenteros (Braber/90), Andrade |  |
|                                                                                          |                                                                             |           |                                               | | |  |

#### Januari 2015
| 18 januari 2015, 12u30                                                                       | Willem II             | 1-0 (0-0) | Go Ahead Eagles | Opstelling Willem II | Opstelling Go Ahead Eagles |  |
| Stadion: Koning Willem II Stadion, Tilburg Toeschouwers: 11250 Scheidsrechter: Björn Kuipers | '59 Robert Braber 1-0 |           |                 | Kostas Lamprou, Jordens Peters, Frank van der Struijk, Dries Wuytens , Mitchell Dijks , Robbie Haemhouts, Robert Braber, Stijn Wuytens, Samuel Armenteros, Bruno Andrade, Ben Sahar | Mickey van der Hart, Bart Vriends, Jop van der Linden, Xandro Schenk, Mawouna Amevor , Sjoerd Overgoor, Deniz Türüç , Lars Lambooij, Alex Schalk, Marnix Kolder, Lesly de Sa |  |
| Stadion: Koning Willem II Stadion, Tilburg Toeschouwers: 11250 Scheidsrechter: Björn Kuipers |                       |           |                 | Kostas Lamprou, Jordens Peters, Frank van der Struijk, Dries Wuytens , Mitchell Dijks , Robbie Haemhouts, Robert Braber, Stijn Wuytens, Samuel Armenteros, Bruno Andrade, Ben Sahar | Mickey van der Hart, Bart Vriends, Jop van der Linden, Xandro Schenk, Mawouna Amevor , Sjoerd Overgoor, Deniz Türüç , Lars Lambooij, Alex Schalk, Marnix Kolder, Lesly de Sa |  |
| Stadion: Koning Willem II Stadion, Tilburg Toeschouwers: 11250 Scheidsrechter: Björn Kuipers |                       |           |                 | Kostas Lamprou, Jordens Peters, Frank van der Struijk, Dries Wuytens , Mitchell Dijks , Robbie Haemhouts, Robert Braber, Stijn Wuytens, Samuel Armenteros, Bruno Andrade, Ben Sahar | Mickey van der Hart, Bart Vriends, Jop van der Linden, Xandro Schenk, Mawouna Amevor , Sjoerd Overgoor, Deniz Türüç , Lars Lambooij, Alex Schalk, Marnix Kolder, Lesly de Sa |  |
|                                                                                              |                       |           |                 | | |  |

| 25 januari 2015, 14u30                                                                   | NAC Breda | 0-0 | Willem II | Opstelling NAC Breda | Opstelling Willem II |  |
| Stadion: Rat Verlegh Stadion, Breda Toeschouwers: 17800 Scheidsrechter: Richard Liesveld |           |     |           | Jelle ten Rouwelaar, Sepp De Roover, Dirk Marcellis, Menno Koch, Kenny van der Weg, Uroš Matić , Erik Falkenburg, Gill Swerts, Jeffrey Sarpong , Guyon Fernandez, Adnane Tighadouini | Kostas Lamprou, Jordens Peters, Frank van der Struijk, Dries Wuytens, Mitchell Dijks , Robbie Haemhouts, Robert Braber, Stijn Wuytens , Samuel Armenteros, Bruno Andrade, Ben Sahar |  |
| Stadion: Rat Verlegh Stadion, Breda Toeschouwers: 17800 Scheidsrechter: Richard Liesveld |           |     |           | Jelle ten Rouwelaar, Sepp De Roover, Dirk Marcellis, Menno Koch, Kenny van der Weg, Uroš Matić , Erik Falkenburg, Gill Swerts, Jeffrey Sarpong , Guyon Fernandez, Adnane Tighadouini | Kostas Lamprou, Jordens Peters, Frank van der Struijk, Dries Wuytens, Mitchell Dijks , Robbie Haemhouts, Robert Braber, Stijn Wuytens , Samuel Armenteros, Bruno Andrade, Ben Sahar |  |
| Stadion: Rat Verlegh Stadion, Breda Toeschouwers: 17800 Scheidsrechter: Richard Liesveld |           |     |           | Jelle ten Rouwelaar, Sepp De Roover, Dirk Marcellis, Menno Koch, Kenny van der Weg, Uroš Matić , Erik Falkenburg, Gill Swerts, Jeffrey Sarpong , Guyon Fernandez, Adnane Tighadouini | Kostas Lamprou, Jordens Peters, Frank van der Struijk, Dries Wuytens, Mitchell Dijks , Robbie Haemhouts, Robert Braber, Stijn Wuytens , Samuel Armenteros, Bruno Andrade, Ben Sahar |  |
|                                                                                          |           |     |           | | |  |

| 31 januari 2015, 18u30                                                                 | PSV                                          | 2-1 (0-1) | Willem II             | Opstelling PSV | Opstelling Willem II |  |
| Stadion: Philips Stadion, Eindhoven Toeschouwers: 33000 Scheidsrechter: Tom van Sichem | '84 Jürgen Locadia 1-1 '87 Memphis Depay 2-1 |           | '30 Robert Braber 1-0 | Jeroen Zoet, Karim Rekik, Santiago Arias, Jeffrey Bruma, Abel Tamata, Adam Maher, Georginio Wijnaldum, Andrés Guardado, Memphis Depay, Luuk de Jong, Luciano Narsingh | Kostas Lamprou , Jordens Peters, Frank van der Struijk, Dries Wuytens, Mitchell Dijks , Robbie Haemhouts, Robert Braber , Stijn Wuytens, Samuel Armenteros, Bruno Andrade, Ben Sahar |  |
| Stadion: Philips Stadion, Eindhoven Toeschouwers: 33000 Scheidsrechter: Tom van Sichem |                                              |           |                       | Jeroen Zoet, Karim Rekik, Santiago Arias, Jeffrey Bruma, Abel Tamata, Adam Maher, Georginio Wijnaldum, Andrés Guardado, Memphis Depay, Luuk de Jong, Luciano Narsingh | Kostas Lamprou , Jordens Peters, Frank van der Struijk, Dries Wuytens, Mitchell Dijks , Robbie Haemhouts, Robert Braber , Stijn Wuytens, Samuel Armenteros, Bruno Andrade, Ben Sahar |  |
| Stadion: Philips Stadion, Eindhoven Toeschouwers: 33000 Scheidsrechter: Tom van Sichem |                                              |           |                       | Jeroen Zoet, Karim Rekik, Santiago Arias, Jeffrey Bruma, Abel Tamata, Adam Maher, Georginio Wijnaldum, Andrés Guardado, Memphis Depay, Luuk de Jong, Luciano Narsingh | Kostas Lamprou , Jordens Peters, Frank van der Struijk, Dries Wuytens, Mitchell Dijks , Robbie Haemhouts, Robert Braber , Stijn Wuytens, Samuel Armenteros, Bruno Andrade, Ben Sahar |  |
|                                                                                        |                                              |           |                       | | |  |

#### Februari 2015
| 4 februari 2015, 20u45                                                                        | Willem II            | 1-0 (0-0) | FC Utrecht | Opstelling Willem II | Opstelling FC Utrecht |  |
| Stadion: Koning Willem II Stadion, Tilburg Toeschouwers: 11.230 Scheidsrechter: Dennis Higler | 80' Robbie Haemhouts |           |            | Kostas Lamprou, Jordens Peters, Frank van der Struijk, Dries Wuytens, Jonas Heymans, Robbie Haemhouts, Robert Braber, Stijn Wuytens, Samuel Armenteros, Bruno Andrade, Ben Sahar | Robbin Ruiter, Ramon Leeuwin, Christian Kum, Timo Letschert, Jeff Hardeveld, Willem Janssen, Mark Diemers, Yassin Ayoub, Édouard Duplan, Tommy Oar, Rubio Rubin |  |
| Stadion: Koning Willem II Stadion, Tilburg Toeschouwers: 11.230 Scheidsrechter: Dennis Higler |                      |           |            | Kostas Lamprou, Jordens Peters, Frank van der Struijk, Dries Wuytens, Jonas Heymans, Robbie Haemhouts, Robert Braber, Stijn Wuytens, Samuel Armenteros, Bruno Andrade, Ben Sahar | Robbin Ruiter, Ramon Leeuwin, Christian Kum, Timo Letschert, Jeff Hardeveld, Willem Janssen, Mark Diemers, Yassin Ayoub, Édouard Duplan, Tommy Oar, Rubio Rubin |  |
| Stadion: Koning Willem II Stadion, Tilburg Toeschouwers: 11.230 Scheidsrechter: Dennis Higler |                      |           |            | Kostas Lamprou, Jordens Peters, Frank van der Struijk, Dries Wuytens, Jonas Heymans, Robbie Haemhouts, Robert Braber, Stijn Wuytens, Samuel Armenteros, Bruno Andrade, Ben Sahar | Robbin Ruiter, Ramon Leeuwin, Christian Kum, Timo Letschert, Jeff Hardeveld, Willem Janssen, Mark Diemers, Yassin Ayoub, Édouard Duplan, Tommy Oar, Rubio Rubin |  |
|                                                                                               |                      |           |            | | |  |

| 8 februari 2015, 14u30                                                                     | Willem II                                                         | 3-0 (2-0) | Heracles Almelo | Opstelling Willem II | Opstelling Heracles Almelo |  |
| Stadion: Koning Willem II Stadion, Tilburg Toeschouwers: 14.500 Scheidsrechter: Ed Janssen | Samuel Armenteros (16) Robbie Haemhouts (38) Jeroen Veldmate (83) |           |                 | Kostas Lamprou, Jordens Peters, Frank van der Struijk, Dries Wuytens, Mitchell Dijks , Robbie Haemhouts, Robert Braber, Stijn Wuytens, Samuel Armenteros , Bruno Andrade, Jerson Cabral | Dennis Telgenkamp, Bart Schenkeveld, Jeroen Veldmate, Fahd Aktaou , Tim Breukers, Thomas Bruns, Simon Cziommer , Mark-Jan Fledderus, Brahim Darri, Bryan Linssen, Wout Weghorst |  |
| Stadion: Koning Willem II Stadion, Tilburg Toeschouwers: 14.500 Scheidsrechter: Ed Janssen |                                                                   |           |                 | Kostas Lamprou, Jordens Peters, Frank van der Struijk, Dries Wuytens, Mitchell Dijks , Robbie Haemhouts, Robert Braber, Stijn Wuytens, Samuel Armenteros , Bruno Andrade, Jerson Cabral | Dennis Telgenkamp, Bart Schenkeveld, Jeroen Veldmate, Fahd Aktaou , Tim Breukers, Thomas Bruns, Simon Cziommer , Mark-Jan Fledderus, Brahim Darri, Bryan Linssen, Wout Weghorst |  |
| Stadion: Koning Willem II Stadion, Tilburg Toeschouwers: 14.500 Scheidsrechter: Ed Janssen |                                                                   |           |                 | Kostas Lamprou, Jordens Peters, Frank van der Struijk, Dries Wuytens, Mitchell Dijks , Robbie Haemhouts, Robert Braber, Stijn Wuytens, Samuel Armenteros , Bruno Andrade, Jerson Cabral | Dennis Telgenkamp, Bart Schenkeveld, Jeroen Veldmate, Fahd Aktaou , Tim Breukers, Thomas Bruns, Simon Cziommer , Mark-Jan Fledderus, Brahim Darri, Bryan Linssen, Wout Weghorst |  |
|                                                                                            |                                                                   |           |                 | | |  |

| 14 februari 2015, 19u45                                                           | Vitesse                                        | 2-0 (2-0) | Willem II | Opstelling Vitesse | Opstelling Willem II |  |
| Stadion: GelreDome, Arnhem Toeschouwers: 13956 Scheidsrechter: Edwin van de Graaf | '28 Zakaria Labyad 1-0 '44 Bertrand Traoré 2-0 |           |           | Eloy Room, Jan-Arie van der Heijden, Rochdi Achenteh , Goeram Kasjia, Kevin Diks , Marko Vejinović, Valeri Qazaishvili, Davy Pröpper, Denys Oliynyk, Zakaria Labyad, Bertrand Traoré | Kostas Lamprou, Jordens Peters, Frank van der Struijk, Dries Wuytens, Mitchell Dijks, Robbie Haemhouts, Robert Braber, Stijn Wuytens, Terell Ondaan , Samuel Armenteros, Ben Sahar |  |
| Stadion: GelreDome, Arnhem Toeschouwers: 13956 Scheidsrechter: Edwin van de Graaf |                                                |           |           | Eloy Room, Jan-Arie van der Heijden, Rochdi Achenteh , Goeram Kasjia, Kevin Diks , Marko Vejinović, Valeri Qazaishvili, Davy Pröpper, Denys Oliynyk, Zakaria Labyad, Bertrand Traoré | Kostas Lamprou, Jordens Peters, Frank van der Struijk, Dries Wuytens, Mitchell Dijks, Robbie Haemhouts, Robert Braber, Stijn Wuytens, Terell Ondaan , Samuel Armenteros, Ben Sahar |  |
| Stadion: GelreDome, Arnhem Toeschouwers: 13956 Scheidsrechter: Edwin van de Graaf |                                                |           |           | Eloy Room, Jan-Arie van der Heijden, Rochdi Achenteh , Goeram Kasjia, Kevin Diks , Marko Vejinović, Valeri Qazaishvili, Davy Pröpper, Denys Oliynyk, Zakaria Labyad, Bertrand Traoré | Kostas Lamprou, Jordens Peters, Frank van der Struijk, Dries Wuytens, Mitchell Dijks, Robbie Haemhouts, Robert Braber, Stijn Wuytens, Terell Ondaan , Samuel Armenteros, Ben Sahar |  |
|                                                                                   |                                                |           |           | | |  |

| 22 februari 2015, 14u30                                                                    | Willem II         | 1-1 (0-1) | AFC Ajax             | Opstelling Willem II | Opstelling AFC Ajax |  |
| Stadion: Koning Willem II Stadion, Tilburg Toeschouwers: 14.500 Scheidsrechter: Kevin Blom | Ali Messaoud (52) |           | Arkadiusz Milik (37) | Kostas Lamprou, Frank van der Struijk, Freek Heerkens, Jordens Peters, Mitchell Dijks, Wiljan Pluim, Ali Messaoud, Stijn Wuytens, Bruno Andrade, Samuel Armenteros, Ben Sahar | Jasper Cillessen, Ricardo van Rhijn, Niklas Moisander, Mike van der Hoorn, Daley Sinkgraven, Davy Klaassen , Nick Viergever , Riechedly Bazoer, Arkadiusz Milik , Lasse Schöne, Anwar El Ghazi |  |
| Stadion: Koning Willem II Stadion, Tilburg Toeschouwers: 14.500 Scheidsrechter: Kevin Blom |                   |           |                      | Kostas Lamprou, Frank van der Struijk, Freek Heerkens, Jordens Peters, Mitchell Dijks, Wiljan Pluim, Ali Messaoud, Stijn Wuytens, Bruno Andrade, Samuel Armenteros, Ben Sahar | Jasper Cillessen, Ricardo van Rhijn, Niklas Moisander, Mike van der Hoorn, Daley Sinkgraven, Davy Klaassen , Nick Viergever , Riechedly Bazoer, Arkadiusz Milik , Lasse Schöne, Anwar El Ghazi |  |
| Stadion: Koning Willem II Stadion, Tilburg Toeschouwers: 14.500 Scheidsrechter: Kevin Blom |                   |           |                      | Kostas Lamprou, Frank van der Struijk, Freek Heerkens, Jordens Peters, Mitchell Dijks, Wiljan Pluim, Ali Messaoud, Stijn Wuytens, Bruno Andrade, Samuel Armenteros, Ben Sahar | Jasper Cillessen, Ricardo van Rhijn, Niklas Moisander, Mike van der Hoorn, Daley Sinkgraven, Davy Klaassen , Nick Viergever , Riechedly Bazoer, Arkadiusz Milik , Lasse Schöne, Anwar El Ghazi |  |
|                                                                                            |                   |           |                      | | |  |

| 28 februari 2015, 19u45                                                             | AZ                                                | 2-0 (1-0) | Willem II | Opstelling AZ | Opstelling Willem II |  |
| Stadion: AFAS Stadion, Alkmaar Toeschouwers: 16341 Scheidsrechter: Serdar Gözübüyük | '41 Steven Berghuis 1-0 '90 Dabney dos Santos 2-0 |           |           | Esteban, Mattias Johansson , Jeffrey Gouweleeuw, Wesley Hoedt, Simon Poulsen, Nemanja Gudelj, Markus Henriksen, Dabney dos Santos, Guus Hupperts, Robert Mühren, Steven Berghuis | Kostas Lamprou, Jordens Peters, Frank van der Struijk, Dries Wuytens, Mitchell Dijks, Robbie Haemhouts, Ali Messaoud, Stijn Wuytens, Terell Ondaan, Samuel Armenteros, Jerson Cabral |  |
| Stadion: AFAS Stadion, Alkmaar Toeschouwers: 16341 Scheidsrechter: Serdar Gözübüyük |                                                   |           |           | Esteban, Mattias Johansson , Jeffrey Gouweleeuw, Wesley Hoedt, Simon Poulsen, Nemanja Gudelj, Markus Henriksen, Dabney dos Santos, Guus Hupperts, Robert Mühren, Steven Berghuis | Kostas Lamprou, Jordens Peters, Frank van der Struijk, Dries Wuytens, Mitchell Dijks, Robbie Haemhouts, Ali Messaoud, Stijn Wuytens, Terell Ondaan, Samuel Armenteros, Jerson Cabral |  |
| Stadion: AFAS Stadion, Alkmaar Toeschouwers: 16341 Scheidsrechter: Serdar Gözübüyük |                                                   |           |           | Esteban, Mattias Johansson , Jeffrey Gouweleeuw, Wesley Hoedt, Simon Poulsen, Nemanja Gudelj, Markus Henriksen, Dabney dos Santos, Guus Hupperts, Robert Mühren, Steven Berghuis | Kostas Lamprou, Jordens Peters, Frank van der Struijk, Dries Wuytens, Mitchell Dijks, Robbie Haemhouts, Ali Messaoud, Stijn Wuytens, Terell Ondaan, Samuel Armenteros, Jerson Cabral |  |
|                                                                                     |                                                   |           |           | | |  |

#### Maart 2015
| 6 maart 2015, 20u00                                                                                | Willem II                           | 2-2 (2-1) | FC Twente                         | Opstelling Willem II | Opstelling FC Twente |  |
| Stadion: Koning Willem II Stadion, Tilburg Toeschouwers: 13450 Scheidsrechter: Reinold Wiedemeijer | Jerson Cabral 19' Jerson Cabral 23' |           | 45' Hakim Ziyech 53' Hakim Ziyech | Kostas Lamprou, Jordens Peters, Frank van der Struijk, Dries Wuytens, Mitchell Dijks, Robbie Haemhouts , Ali Messaoud, Stijn Wuytens, Terell Ondaan, Samuel Armenteros, Jerson Cabral | Sonny Stevens, Cuco Martina , Andreas Bjelland , Robbert Schilder, Hidde ter Avest, Hakim Ziyech, Kamohelo Mokotjo, Orlando Engelaar, Renato Tapia, Youness Mokhtar, Luc Castaignos |  |
| Stadion: Koning Willem II Stadion, Tilburg Toeschouwers: 13450 Scheidsrechter: Reinold Wiedemeijer |                                     |           |                                   | Kostas Lamprou, Jordens Peters, Frank van der Struijk, Dries Wuytens, Mitchell Dijks, Robbie Haemhouts , Ali Messaoud, Stijn Wuytens, Terell Ondaan, Samuel Armenteros, Jerson Cabral | Sonny Stevens, Cuco Martina , Andreas Bjelland , Robbert Schilder, Hidde ter Avest, Hakim Ziyech, Kamohelo Mokotjo, Orlando Engelaar, Renato Tapia, Youness Mokhtar, Luc Castaignos |  |
| Stadion: Koning Willem II Stadion, Tilburg Toeschouwers: 13450 Scheidsrechter: Reinold Wiedemeijer |                                     |           |                                   | Kostas Lamprou, Jordens Peters, Frank van der Struijk, Dries Wuytens, Mitchell Dijks, Robbie Haemhouts , Ali Messaoud, Stijn Wuytens, Terell Ondaan, Samuel Armenteros, Jerson Cabral | Sonny Stevens, Cuco Martina , Andreas Bjelland , Robbert Schilder, Hidde ter Avest, Hakim Ziyech, Kamohelo Mokotjo, Orlando Engelaar, Renato Tapia, Youness Mokhtar, Luc Castaignos |  |
| |                                     |           |                                   | | |  |

| 14 maart 2015, 20u45                                                                      | Excelsior                                                       | 2-3 (0-1) | Willem II                                | Opstelling Excelsior | Opstelling Willem II |  |
| Stadion: Stadion Woudestein, Rotterdam Toeschouwers: 3600 Scheidsrechter: Jochem Kamphuis | '19 Robbie Haemhouts 0-1 '65 Ali Messaoud 1-2 '90 Ben Sahar 1-3 |           | '57 Tom van Weert 1-1 '90 Jeff Stans 2-3 | Alessandro Damen, Bas Kuipers, Sander Fischer, Jurgen Mattheij, Daan Bovenberg , Rick Kruys, Adil Auassar, Jeff Stans, Luigi Bruins, Jordan Botaka, Tom van Weert | Kostas Lamprou , Jordens Peters, Frank van der Struijk, Dries Wuytens, Mitchell Dijks, Robbie Haemhouts, Ali Messaoud , Stijn Wuytens, Terell Ondaan, Samuel Armenteros, Jerson Cabral |  |
| Stadion: Stadion Woudestein, Rotterdam Toeschouwers: 3600 Scheidsrechter: Jochem Kamphuis |                                                                 |           |                                          | Alessandro Damen, Bas Kuipers, Sander Fischer, Jurgen Mattheij, Daan Bovenberg , Rick Kruys, Adil Auassar, Jeff Stans, Luigi Bruins, Jordan Botaka, Tom van Weert | Kostas Lamprou , Jordens Peters, Frank van der Struijk, Dries Wuytens, Mitchell Dijks, Robbie Haemhouts, Ali Messaoud , Stijn Wuytens, Terell Ondaan, Samuel Armenteros, Jerson Cabral |  |
| Stadion: Stadion Woudestein, Rotterdam Toeschouwers: 3600 Scheidsrechter: Jochem Kamphuis |                                                                 |           |                                          | Alessandro Damen, Bas Kuipers, Sander Fischer, Jurgen Mattheij, Daan Bovenberg , Rick Kruys, Adil Auassar, Jeff Stans, Luigi Bruins, Jordan Botaka, Tom van Weert | Kostas Lamprou , Jordens Peters, Frank van der Struijk, Dries Wuytens, Mitchell Dijks, Robbie Haemhouts, Ali Messaoud , Stijn Wuytens, Terell Ondaan, Samuel Armenteros, Jerson Cabral |  |
|                                                                                           |                                                                 |           |                                          | | |  |

| 21 maart 2015, 19u45                                                                          | Willem II                           | 2 – 1 (1 – 0) | FC Dordrecht            | Opstelling Willem II | Opstelling FC Dordrecht |  |
| Stadion: Koning Willem II Stadion, Tilburg Toeschouwers: 11890 Scheidsrechter: Björn Kuijpers | '39 Ben Sahar 1-0 '60 Ben Sahar 2-0 |               | '90 Anthony Biekman 2-1 | Kostas Lamprou, Jordens Peters, Frank van der Struijk, Dries Wuytens, Mitchell Dijks, Robbie Haemhouts, Ali Messaoud, Stijn Wuytens, Terell Ondaan, Samuel Armenteros, Ben Sahar | Filip Kurto, Jeffry Fortes, Ilias Haddad, Robin Gosens, Jordy van Deelen, Joris van Overeem , Sean Klaiber, Matthew Steenvoorden, Fernando Lewis, Mart Lieder, Giovanni Korte |  |
| Stadion: Koning Willem II Stadion, Tilburg Toeschouwers: 11890 Scheidsrechter: Björn Kuijpers |                                     |               |                         | Kostas Lamprou, Jordens Peters, Frank van der Struijk, Dries Wuytens, Mitchell Dijks, Robbie Haemhouts, Ali Messaoud, Stijn Wuytens, Terell Ondaan, Samuel Armenteros, Ben Sahar | Filip Kurto, Jeffry Fortes, Ilias Haddad, Robin Gosens, Jordy van Deelen, Joris van Overeem , Sean Klaiber, Matthew Steenvoorden, Fernando Lewis, Mart Lieder, Giovanni Korte |  |
| Stadion: Koning Willem II Stadion, Tilburg Toeschouwers: 11890 Scheidsrechter: Björn Kuijpers |                                     |               |                         | Kostas Lamprou, Jordens Peters, Frank van der Struijk, Dries Wuytens, Mitchell Dijks, Robbie Haemhouts, Ali Messaoud, Stijn Wuytens, Terell Ondaan, Samuel Armenteros, Ben Sahar | Filip Kurto, Jeffry Fortes, Ilias Haddad, Robin Gosens, Jordy van Deelen, Joris van Overeem , Sean Klaiber, Matthew Steenvoorden, Fernando Lewis, Mart Lieder, Giovanni Korte |  |
|                                                                                               |                                     |               |                         | | |  |

#### April 2015
| 4 april 2015, 18u30                                                                      | PEC Zwolle         | 1 – 0 (0 – 0) | Willem II | Opstelling PEC Zwolle | Opstelling Willem II |  |
| Stadion: IJsseldeltastadion, Zwolle Toeschouwers: 12.250 Scheidsrechter: Jeroen Manschot | Bram van Polen 75' |               |           | Warner Hahn, Bram van Polen, Maikel van der Werff, Bart van Hintum, Joost Broerse, Mustafa Saymak, Jesper Drost, Wout Brama, Ben Rienstra, Jody Lukoki, Stef Nijland | Kostas Lamprou, Jordens Peters, Frank van der Struijk, Dries Wuytens, Mitchell Dijks, Robbie Haemhouts, Ali Messaoud , Stijn Wuytens, Terell Ondaan, Samuel Armenteros, Ben Sahar |  |
| Stadion: IJsseldeltastadion, Zwolle Toeschouwers: 12.250 Scheidsrechter: Jeroen Manschot |                    |               |           | Warner Hahn, Bram van Polen, Maikel van der Werff, Bart van Hintum, Joost Broerse, Mustafa Saymak, Jesper Drost, Wout Brama, Ben Rienstra, Jody Lukoki, Stef Nijland | Kostas Lamprou, Jordens Peters, Frank van der Struijk, Dries Wuytens, Mitchell Dijks, Robbie Haemhouts, Ali Messaoud , Stijn Wuytens, Terell Ondaan, Samuel Armenteros, Ben Sahar |  |
| Stadion: IJsseldeltastadion, Zwolle Toeschouwers: 12.250 Scheidsrechter: Jeroen Manschot |                    |               |           | Warner Hahn, Bram van Polen, Maikel van der Werff, Bart van Hintum, Joost Broerse, Mustafa Saymak, Jesper Drost, Wout Brama, Ben Rienstra, Jody Lukoki, Stef Nijland | Kostas Lamprou, Jordens Peters, Frank van der Struijk, Dries Wuytens, Mitchell Dijks, Robbie Haemhouts, Ali Messaoud , Stijn Wuytens, Terell Ondaan, Samuel Armenteros, Ben Sahar |  |
|                                                                                          |                    |               |           | | |  |

| 12 april 2015, 12u30                                                                           | Willem II                            | 2 – 2 (1 – 1) | Feyenoord                               | Opstelling Willem II | Opstelling Feyenoord |  |
| Stadion: Koning Willem II Stadion, Tilburg Toeschouwers: 14.400 Scheidsrechter: Eric Braamhaar | Freek Heerkens 36' Bruno Andrade 64' |               | 30' Elvis Manu 81' Colin Kâzım-Richards | Kostas Lamprou, Freek Heerkens, Jordens Peters, Frank van der Struijk, Mitchell Dijks, Robbie Haemhouts, Ali Messaoud, Stijn Wuytens, Terell Ondaan, Samuel Armenteros, Ben Sahar | Kenneth Vermeer, Terence Kongolo, Miquel Nelom, Sven van Beek, Rick Karsdorp, Jordy Clasie, Karim El Ahmadi, Lex Immers, Colin Kâzim-Richards, Elvis Manu, Anass Achahbar |  |
| Stadion: Koning Willem II Stadion, Tilburg Toeschouwers: 14.400 Scheidsrechter: Eric Braamhaar |                                      |               |                                         | Kostas Lamprou, Freek Heerkens, Jordens Peters, Frank van der Struijk, Mitchell Dijks, Robbie Haemhouts, Ali Messaoud, Stijn Wuytens, Terell Ondaan, Samuel Armenteros, Ben Sahar | Kenneth Vermeer, Terence Kongolo, Miquel Nelom, Sven van Beek, Rick Karsdorp, Jordy Clasie, Karim El Ahmadi, Lex Immers, Colin Kâzim-Richards, Elvis Manu, Anass Achahbar |  |
| Stadion: Koning Willem II Stadion, Tilburg Toeschouwers: 14.400 Scheidsrechter: Eric Braamhaar |                                      |               |                                         | Kostas Lamprou, Freek Heerkens, Jordens Peters, Frank van der Struijk, Mitchell Dijks, Robbie Haemhouts, Ali Messaoud, Stijn Wuytens, Terell Ondaan, Samuel Armenteros, Ben Sahar | Kenneth Vermeer, Terence Kongolo, Miquel Nelom, Sven van Beek, Rick Karsdorp, Jordy Clasie, Karim El Ahmadi, Lex Immers, Colin Kâzim-Richards, Elvis Manu, Anass Achahbar |  |
|                                                                                                |                                      |               |                                         | | |  |

| 18 april 2015, 20u45                                                                            | Willem II        | 1 – 4 (0 – 2) | FC Groningen                                                                  | Opstelling Willem II | Opstelling FC Groningen |  |
| Stadion: Koning Willem II Stadion, Tilburg Toeschouwers: 12.680 Scheidsrechter: Allard Lindhout | Ali Messaoud 65' |               | 8' Jarchinio Antonia 22' Tjaronn Chery 62' Michael de Leeuw 92' Tjaronn Chery | Kostas Lamprou, Freek Heerkens, Jordens Peters, Frank van der Struijk , Mitchell Dijks, Robbie Haemhouts, Ali Messaoud, Stijn Wuytens, Terell Ondaan, Bruno Andrade, Ben Sahar | Sergio Padt , Johan Kappelhof, Eric Botteghin, Hans Hateboer, Maikel Kieftenbeld , Tjaronn Chery, Rasmus Lindgren, Simon Tibbling, Jarchinio Antonia, Michael de Leeuw, Mimoun Mahi |  |
| Stadion: Koning Willem II Stadion, Tilburg Toeschouwers: 12.680 Scheidsrechter: Allard Lindhout |                  |               |                                                                               | Kostas Lamprou, Freek Heerkens, Jordens Peters, Frank van der Struijk , Mitchell Dijks, Robbie Haemhouts, Ali Messaoud, Stijn Wuytens, Terell Ondaan, Bruno Andrade, Ben Sahar | Sergio Padt , Johan Kappelhof, Eric Botteghin, Hans Hateboer, Maikel Kieftenbeld , Tjaronn Chery, Rasmus Lindgren, Simon Tibbling, Jarchinio Antonia, Michael de Leeuw, Mimoun Mahi |  |
| Stadion: Koning Willem II Stadion, Tilburg Toeschouwers: 12.680 Scheidsrechter: Allard Lindhout |                  |               |                                                                               | Kostas Lamprou, Freek Heerkens, Jordens Peters, Frank van der Struijk , Mitchell Dijks, Robbie Haemhouts, Ali Messaoud, Stijn Wuytens, Terell Ondaan, Bruno Andrade, Ben Sahar | Sergio Padt , Johan Kappelhof, Eric Botteghin, Hans Hateboer, Maikel Kieftenbeld , Tjaronn Chery, Rasmus Lindgren, Simon Tibbling, Jarchinio Antonia, Michael de Leeuw, Mimoun Mahi |  |
|                                                                                                 |                  |               |                                                                               | | |  |

| 25 april 2015, 18u30                                                                          | sc Heerenveen | 1 – 1 (0 – 0) | Willem II         | Opstelling sc Heerenveen | Opstelling Willem II |  |
| Stadion: Abe Lenstra Stadion, Heerenveen Toeschouwers: 24.211 Scheidsrechter: Jochem Kamphuis | Mark Uth 80'  |               | 78' Bruno Andrade | Kristoffer Nordfeldt, Kenneth Otigba , Pelé van Anholt, Jerry St. Juste , Simon Thern , Marten de Roon, Joey van den Berg, Janio Bikel, Sam Larsson, Luciano Slagveer, Mark Uth | Kostas Lamprou, Jordens Peters, Frank van der Struijk, Dries Wuytens , Mitchell Dijks, Robbie Haemhouts, Ali Messaoud , Stijn Wuytens, Terell Ondaan, Samuel Armenteros, Bruno Andrade |  |
| Stadion: Abe Lenstra Stadion, Heerenveen Toeschouwers: 24.211 Scheidsrechter: Jochem Kamphuis |               |               |                   | Kristoffer Nordfeldt, Kenneth Otigba , Pelé van Anholt, Jerry St. Juste , Simon Thern , Marten de Roon, Joey van den Berg, Janio Bikel, Sam Larsson, Luciano Slagveer, Mark Uth | Kostas Lamprou, Jordens Peters, Frank van der Struijk, Dries Wuytens , Mitchell Dijks, Robbie Haemhouts, Ali Messaoud , Stijn Wuytens, Terell Ondaan, Samuel Armenteros, Bruno Andrade |  |
| Stadion: Abe Lenstra Stadion, Heerenveen Toeschouwers: 24.211 Scheidsrechter: Jochem Kamphuis |               |               |                   | Kristoffer Nordfeldt, Kenneth Otigba , Pelé van Anholt, Jerry St. Juste , Simon Thern , Marten de Roon, Joey van den Berg, Janio Bikel, Sam Larsson, Luciano Slagveer, Mark Uth | Kostas Lamprou, Jordens Peters, Frank van der Struijk, Dries Wuytens , Mitchell Dijks, Robbie Haemhouts, Ali Messaoud , Stijn Wuytens, Terell Ondaan, Samuel Armenteros, Bruno Andrade |  |
|                                                                                               |               |               |                   | | |  |

#### Mei 2015
| 10 mei 2015, 14u30                                                                            | Willem II             | 1 – 0 (0 – 0) | ADO Den Haag | Opstelling Willem II | Opstelling ADO Den Haag |  |
| Stadion: Koning Willem II Stadion, Tilburg Toeschouwers: 12.500 Scheidsrechter: Siemen Mulder | Samuel Armenteros 62' |               |              | Kostas Lamprou, Jordens Peters , Frank van der Struijk, Dries Wuytens, Mitchell Dijks, Robert Braber, Wiljan Pluim, Stijn Wuytens, Terell Ondaan, Samuel Armenteros, Bruno Andrade | Robert Zwinkels, Vito Wormgoor, Aaron Meijers , Gianni Zuiverloon, Dion Malone, Thomas Kristensen, Kevin Jansen, Danny Bakker, Roland Alberg, Mike van Duinen, Michiel Kramer |  |
| Stadion: Koning Willem II Stadion, Tilburg Toeschouwers: 12.500 Scheidsrechter: Siemen Mulder |                       |               |              | Kostas Lamprou, Jordens Peters , Frank van der Struijk, Dries Wuytens, Mitchell Dijks, Robert Braber, Wiljan Pluim, Stijn Wuytens, Terell Ondaan, Samuel Armenteros, Bruno Andrade | Robert Zwinkels, Vito Wormgoor, Aaron Meijers , Gianni Zuiverloon, Dion Malone, Thomas Kristensen, Kevin Jansen, Danny Bakker, Roland Alberg, Mike van Duinen, Michiel Kramer |  |
| Stadion: Koning Willem II Stadion, Tilburg Toeschouwers: 12.500 Scheidsrechter: Siemen Mulder |                       |               |              | Kostas Lamprou, Jordens Peters , Frank van der Struijk, Dries Wuytens, Mitchell Dijks, Robert Braber, Wiljan Pluim, Stijn Wuytens, Terell Ondaan, Samuel Armenteros, Bruno Andrade | Robert Zwinkels, Vito Wormgoor, Aaron Meijers , Gianni Zuiverloon, Dion Malone, Thomas Kristensen, Kevin Jansen, Danny Bakker, Roland Alberg, Mike van Duinen, Michiel Kramer |  |
|                                                                                               |                       |               |              | | |  |

| 17 mei 2015, 14u30                                                                 | SC Cambuur      | 1 – 2 (0 – 1) | Willem II                           | Opstelling SC Cambuur | Opstelling Willem II |  |
| Stadion: Cambuurstadion, Leeuwarden Toeschouwers: 9.925 Scheidsrechter: Ed Janssen | Erik Bakker 86' |               | 35' Ben Sahar 47' Samuel Armenteros | Leonard Nienhuis, Etiënne Reijnen, Vytautas Andriuškevičius, Marlon Pereira, Calvin Mac-Intosch, Erik Bakker , Sander van de Streek, Sebastian Steblecki, Furdjel Narsingh, Daniël de Ridder, Bartholomew Ogbeche | Kostas Lamprou, Jordens Peters, Frank van der Struijk, Dries Wuytens, Mitchell Dijks, Ali Messaoud, Wiljan Pluim, Stijn Wuytens, Terell Ondaan, Samuel Armenteros, Bruno Andrade |  |
| Stadion: Cambuurstadion, Leeuwarden Toeschouwers: 9.925 Scheidsrechter: Ed Janssen |                 |               |                                     | Leonard Nienhuis, Etiënne Reijnen, Vytautas Andriuškevičius, Marlon Pereira, Calvin Mac-Intosch, Erik Bakker , Sander van de Streek, Sebastian Steblecki, Furdjel Narsingh, Daniël de Ridder, Bartholomew Ogbeche | Kostas Lamprou, Jordens Peters, Frank van der Struijk, Dries Wuytens, Mitchell Dijks, Ali Messaoud, Wiljan Pluim, Stijn Wuytens, Terell Ondaan, Samuel Armenteros, Bruno Andrade |  |
| Stadion: Cambuurstadion, Leeuwarden Toeschouwers: 9.925 Scheidsrechter: Ed Janssen |                 |               |                                     | Leonard Nienhuis, Etiënne Reijnen, Vytautas Andriuškevičius, Marlon Pereira, Calvin Mac-Intosch, Erik Bakker , Sander van de Streek, Sebastian Steblecki, Furdjel Narsingh, Daniël de Ridder, Bartholomew Ogbeche | Kostas Lamprou, Jordens Peters, Frank van der Struijk, Dries Wuytens, Mitchell Dijks, Ali Messaoud, Wiljan Pluim, Stijn Wuytens, Terell Ondaan, Samuel Armenteros, Bruno Andrade |  |
|                                                                                    |                 |               |                                     | | |  |

### KNVB Beker

#### Tweede ronde
| 23 september 2014, 20u00                                                                    | SV Deltasport Vlaardingen                | 2-1 (1-0) | Willem II     | Opstelling SV Deltasport Vlaardingen | Opstelling Willem II |  |
| Stadion: Sportpark Broekpolder, Vlaardingen Toeschouwers: 800 Scheidsrechter: Rob Dieperink | Reduoan Boulfalfal 35' Leon Krznaric 90' |           | 53' Ben Sahar | Struis, Drooduin , Krznaric, Noordam, Gulpen, Ouled Said, Naarden, G. van der Veen, Marengo, Boulfalfal (Van der Vaart/71 ), Ruperti (Nunens/58) | Lamprou, Heerkens, D. Wuytens (Haemhouts/79), Peters, Heymans, Ippel, Messaoud, Sporkslede, Cabral, Andrade (Armenteros/79), Sahar |  |
| Stadion: Sportpark Broekpolder, Vlaardingen Toeschouwers: 800 Scheidsrechter: Rob Dieperink |                                          |           |               | Struis, Drooduin , Krznaric, Noordam, Gulpen, Ouled Said, Naarden, G. van der Veen, Marengo, Boulfalfal (Van der Vaart/71 ), Ruperti (Nunens/58) | Lamprou, Heerkens, D. Wuytens (Haemhouts/79), Peters, Heymans, Ippel, Messaoud, Sporkslede, Cabral, Andrade (Armenteros/79), Sahar |  |
| Stadion: Sportpark Broekpolder, Vlaardingen Toeschouwers: 800 Scheidsrechter: Rob Dieperink |                                          |           |               | Struis, Drooduin , Krznaric, Noordam, Gulpen, Ouled Said, Naarden, G. van der Veen, Marengo, Boulfalfal (Van der Vaart/71 ), Ruperti (Nunens/58) | Lamprou, Heerkens, D. Wuytens (Haemhouts/79), Peters, Heymans, Ippel, Messaoud, Sporkslede, Cabral, Andrade (Armenteros/79), Sahar |  |
|                                                                                             |                                          |           |               | | |  |